# Louisiana
Louisiana (pronunție /luːˌiːziˈænə/ ori /ˌluːziˈænə/) (franceză: Louisiane, pronunced /lwizjan/) este un stat situat în sudul Statelor Unite ale Americii. Capitala este Baton Rouge, iar cel mai mare oraș este New Orleans. Louisiana este singurul stat din cadrul Statelor Unite care are subdiviziuni politice denumite „parohii”, administrații locale echivalente comitatelor. Cea mai mare parohie din punctul de vedere al numărului de locuitori este Jefferson Parish, iar cea mai mare din punctul de vedere al teritoriului este Cameron Parish.
Unele zone urbane ale Louisianei au un patrimoniu multicultural și plurilingv, fiind foarte puternic influențate de amestecul cultural francez, spaniol, amerindian și african din secolul al XVIII-lea, astfel că sunt considerate ca excepționale în SUA. Înainte de afluența americană și de statalitate, la începutul secolului al XIX-lea, teritoriul actualului stat Louisiana a fost colonie franceză și spaniolă. În plus, modelul de dezvoltare a inclus venirea a numeroși africani în secolul al XVIII-lea, a căror cultură a rămas concentrată întrucât mulți erau din aceeași zonă din vestul Africii.

## Etimologie
Louisiana a fost denumită după Ludovic al XIV-lea, rege al Franței în perioada 1643-1715. Când René-Robert Cavelier, Sieur de La Salle a declarat ținutul străbătut de fluviul Mississippi ca teritoriu francez, l-a numit La Louisiane, însemând „Țara lui Louis”. Ca parte a Imperiului colonial francez, teritoriul Louisianei se întindea de la New Orleans până în nord la actuala frontieră a Canadei.

## Geografie

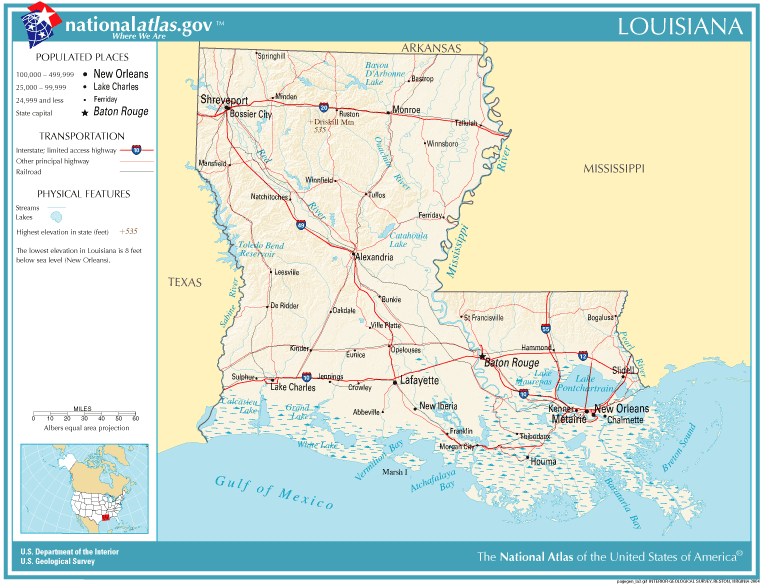
Harta Statului Louisiana

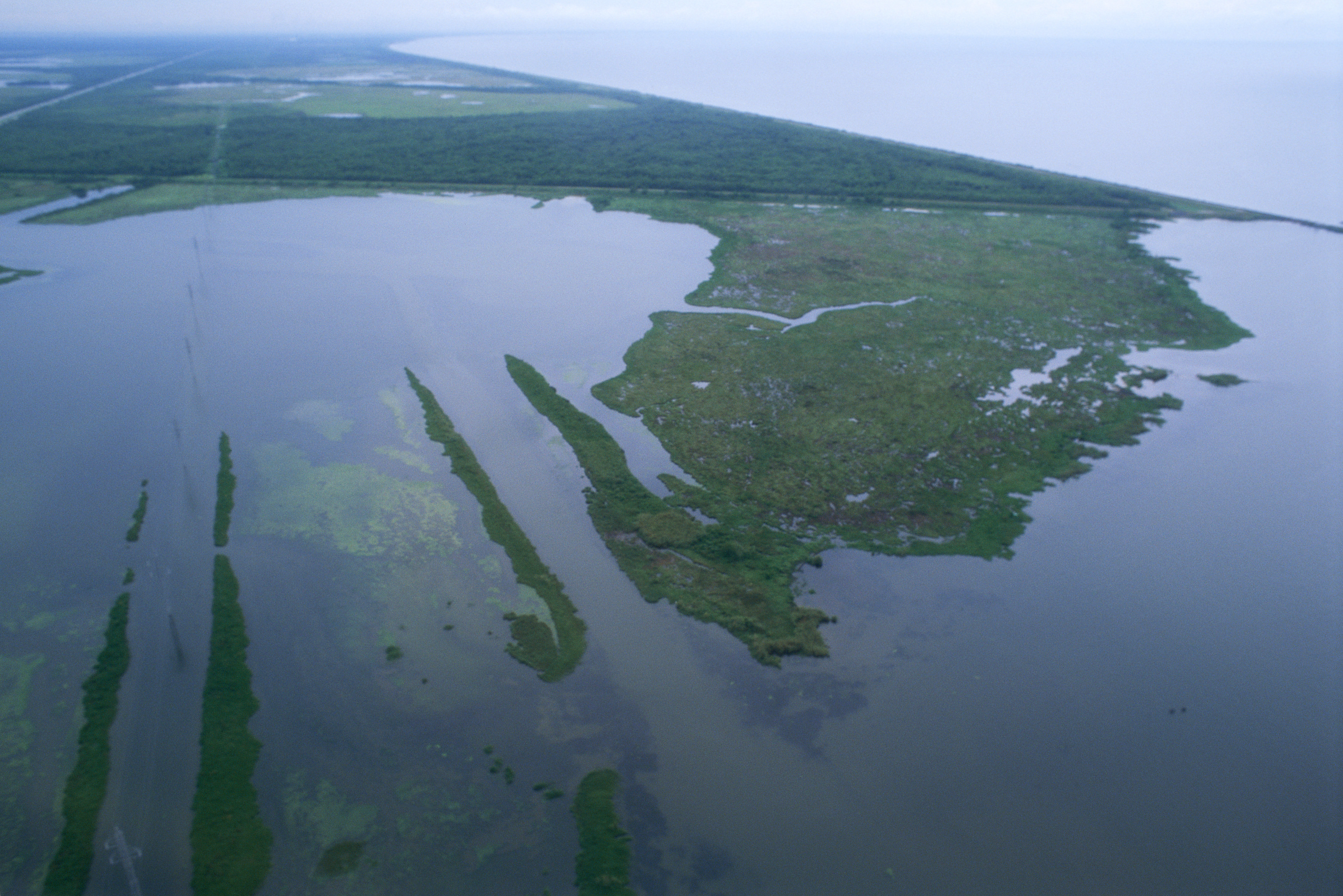
Vedere aeriană a habitatului umed din Louisiana.

### Topografie
Louisiana se învecinează la vest cu statul Texas, la nord cu Arkansas, la est cu statul Mississippi, iar la sud cu Golful Mexic.
Suprafața statului poate fi divizată în două părți, zona de sus și zona aluvială. Regiunea aluvială include terenuri joase, mlăștinoase, mlaștini de coastă și plaje și bariera de insule care acoperă aproximativ 20,000 de mile pătrate (52,000 km²). Această zonă se întinde în principal de-a lungul coastei Golfului Mexic și de-a lungul fluviului Mississippi, care traversează statul de la nord la sud pe o distanță de aproximativ 600 de mile (1,000 km) și se varsă în Golful Mexic; de-a lungul râului Roșu, a râului Ouachita și a afluenților lui; de-a lungul altor cursuri de apă mai mici (unele dintre acestea sunt numite „bayou”). Lățimea regiunii aluviale de-a lungul fluviului Mississippi este între 10 și 60 de mile (15–100 km), iar de-a lungul celorlalte râuri este de aproximativ 10 mile (15 km) de o parte și de alta. Fluviul Mississippi curge de-a lungul unei creste formate din propriile aluviuni (denumita "dig"), de unde terenurile coboară spre mlaștinile joase cu o viteză de șase picioare pe mila (3 m/km). Terenurile aluviale situate de-al lungul celorlalte cursuri de apă prezintă aceleași caracteristici.
Terenurile înalte și cele adiacente dealurilor din partea de nord și nord vest a statului au o suprafață mai mare de 25.000 de mile pătrate (65,000 km²). Ele constau în prerii și păduri. Altitudinea variază de la 10 picioare (3 m) în zonele de coastă și de mlaștină, până la 50 și 60 de picioare (15–18 m) în zonele de prerie și aluviuni. În partea de sus a Louisianei, altitudinea crește pe Muntele Driskill, cel mai înalt punct al statului, până la numai 535 de picioare (163 m). Numai două alte state Florida și Delaware, sunt, din punct de vedere geografic, mai jos decât Louisiana.
Pe lângă căile navigabile deja amintite, mai sunt râul Sabine, care formează granița de vest, râul Pearl, frontiera estică; râul Calcasieu, râul Mermentau, râul Vermilion, Bayou Teche, râul Atchafalaya, râul Beouf, Bayou Lafourche, râul Courtableau, Bayou D'Arbonne, râul Macon, râul Tensas, râul Amite, râul Tchefuncte, râul Tickfaw, râul Natalbany și alte cursuri mai mici care constituie un sistem natural de navigație lung de 4.000 mile (6.400 km). Statul Louisiana are și 1.060 de mile pătrate (2.745 km²) de golfuri închise, 1.700 de mile pătrate (4.400 km²) de lacuri și 500 de mile pătrate (1.300 km²) de ape curgătoare.
Jurisdicția statului Louisiana se întinde și asupra platoului continental pe o distanță de 3 mile în Golful Mexic. Ca o particularitate a geografiei politice a SUA, această distanță este cu mult mai mică decât cea de 9 mile a statelor din apropiere, Texas și Florida, care, ca și Louisiana, au mari lungimi de coastă.

### Clima
Louisiana are o climă subtropicală umedă (Koppen climate classification "Cfa"), probabil exemplul clasic de climă subtropicală umedă pentru toate statele din sud și din centru, cu veri lungi, umede și calde și cu ierni blânde și scurte. Caracteristicile subtropicale ale climei se datorează, în mare parte, influenței pe care o exercită Golful Mexic, față de care, chiar din cel mai îndepărtat punct al statului Louisiana, nu sunt mai mult de 200 de mile (320 km). Precipitațiile sunt frecvente în cursul anului, deși verile sunt putin mai umede decât restul anului. În octombrie precipitațiile sunt mai puține. Sudul Louisianei primește precipitații mult mai abundente, mai ales în lunile de iarnă. În Louisiana verile sunt calde, cu temperaturi maxime medii de la jumătatea lunii iunie până la jumătatea lunii septembrie de 90 °F (32 °C) sau mai mult și cu minime medii înregistrate în cursul nopților de 70 °F (22 °C). Vara, temperaturile maxime sunt mai mari în nord decât în sud, astfel, în apropiere de Golful Mexic temperaturile ating uneori 100 °F (38 °C), deși temperaturi de 95 °F (35 °C) sunt frecvente. În nordul Louisianei, temperaturile ajung până peste 105 °F (41 °C) în cursul verii.
În general, temperaturile sunt moderate în cursul iernii în partea de sud a statului, cu maxime în medie de 66 °F (19 °C) în jurul orașelor New Orleans, Baton Rouge, în restul sudului și în zona Golfului Mexic, în timp ce în partea de nord a statului temperaturile sunt mai mici, cu maxime în jur de 59 °F (15 °C). Minimele nocturne înregistrate iarna sunt, pe tot teritoriul statului, mai mari decât temperatura de îngheț, cu o medie de 46 °F (8 °C) în zona Golfului Mexic și cu o medie de 37 °F (3 °C) în partea de nord. Louisiana are partea sa de fronturi reci care în mod frecvent scad temperaturile sub 20 °F (−8 °C) în nordul statului, dar care, aproape niciodată, nu produc același efect în sud. Zăpada nu prea cade în zonele de lângă Golful Mexic, deși în părțile nordice locuitorii se pot aștepta la două-trei ninsori pe an, frecvența acestora crescând spre nord.
Louisiana este deseori afectată de cicloane tropicale și este foarte vulnerabilă la loviturile uraganelor mari, în special zonele joase din jurul și din aria New Orleans. Geografia unică a regiunii, cu multe bayou, mlaștini și intrânduri de ape pot face ca uraganele mari să fie foarte distructive. Zona este de asemenea predispusă la furtuni frecvente, în special vara. Media la nivelul întregului stat este de 60 de zile de furtună pe an, mai mult decât oricare alt stat, cu excepția Floridei. Louisiana înregistrează în medie 27 de tornade pe an. Tornadele se pot produce pe întregul teritoriu al statului, cu excepția sudului extrem care este un pic mai puțin expus decât restul teritoriului. Tornadele se produc de regulă din ianuarie până în martie în partea de sud și din februarie până în martie în partea de nord a statului.

### Uragane
- 1 septembrie 2008, uraganul Gustav a ajuns deasupra uscatului în zona de coastă Cocodrie în sud estul Louisianei. Deși la 31 august Centrul Național al Uraganelor prognosticase că uraganul va rămâne la categoria a 3-a sau mai mult la 1 septembrie, de fapt centrul uraganului Gustav a ajuns deasupra uscatului ca un uragan puternic de categoria a 2-a (1 mph sub categoria a 3-a) și a scăzut până la categoria 1 curând după aceea.[3] Ca urmare a previziunii făcute de Centrul Național al Uraganelor s-a produs evacuarea în masă a orașului New Orleans fondată pe avertizări (de exemplu primarul orașului, Ray Nagin) că această furtună va fi „furtuna secolului”,[4], posibil mai devastatoare decât Uraganul Katrina, dar aceste temeri nu s-au adeverit. Cu toate acestea un număr mare de decese au fost cauzate de uraganul Gustav sau au fost atribuite acestuia,[5] și în jur de 1,5 milioane de oameni au fost afectați de întreruperea energiei electrice în Louisiana pe 1 septembrie 2008.[6]
- 24 septembrie 2005, uraganul Rita (categoria a 3-a) a lovit sud vestul Louisianei inundând mai multe parohii și orașe de-a lungul coastei, inclusiv Cameron Parish, Lake Charles și alte localități. Vântul a slăbit digurile deja avariate ale orașului New Orleans și astfel s-au produs noi inundații în unele părți ale orașului.
- 29 august 2005, uraganul Uraganul Katrina (categoria a 3-a)[7] a devastat sud estul Louisianei, a rupt și a deteriorat digurile în New Orleans, astfel că 80% din oraș a fost inundat. Mare parte din populație a fost evacuată, dar majoritatea a rămas fără locuințe. Orașul a fost practic închis până în octombrie. S-a estimat că peste 2 milioane de oameni din zona golfului au fost strămutați din cauza uraganului și peste 1500 de decese s-au înregistrat numai în Louisiana. Proteste publice au criticat autoritățile guvernamentale locale, statale și federale susținând că pregătirea și răspunsul acestora nu au fost nici rapide și nici adecvate.
- 3 octombrie 2002, uraganul Lili (Categoria 1)
- august 1992, uraganul Andrew (Categoria a 5-a) a lovit sudul părții centrale a Louisianei. Patru oameni au murit, 150.000 au fost afectați de întreruperea alimentării cu energie electrică, au fost distruse culturi de sute de milioane de dolari.
- august 1969, uraganul Camille (Categoria a 5-a) a produs o ridicare a nivelului mării de 23,4 ft (7,1 m) și a ucis 250 de oameni. Deși oficial Camille a lovit coasta statului Mississippi și cel mai mare impact a fost simțit acolo, totuși a avut efecte și în Louisiana. New Orleans a fost ocolit de furtună și nu a fost inundat; s-au produs însă mici inundații din cauza ploilor în zonele cele mai joase.
- 9 septembrie 1965, uraganul Betsy (Categoria a 3-a) a lovit Louisiana și a produs distrugeri mari, fiind primul uragan care a provocat pierderi de un miliard de dolari (peste 10 miliarde de dolari în prezent). Furtuna a lovit în special orașul New Orleans care a fost inundat în proporție de 35%, iar 75 de persoane și-au pierdut viața.
- iunie 1957, uraganul Audrey (Categoria a 4-a) a devastat sud-vestul Louisianei, distrugând sau deteriorând foarte grav 60-80% din locuințe și construcții de la Cameron până la Grand Chenier. Un număr de 40.000 de persoane au rămas fără locuințe și 300 au murit în Louisiana.

### Zone geografie și statistice
Louisiana este împărțită în 64 de parohii (echivalentul comitatelor în cele mai multe state). Termenul de parohii este unic și se datorează moștenirii franceze și spaniole, limitele originare ale comitatelor guvernamentale erau comune cu cele ale parohiilor romano-catolice locale. 

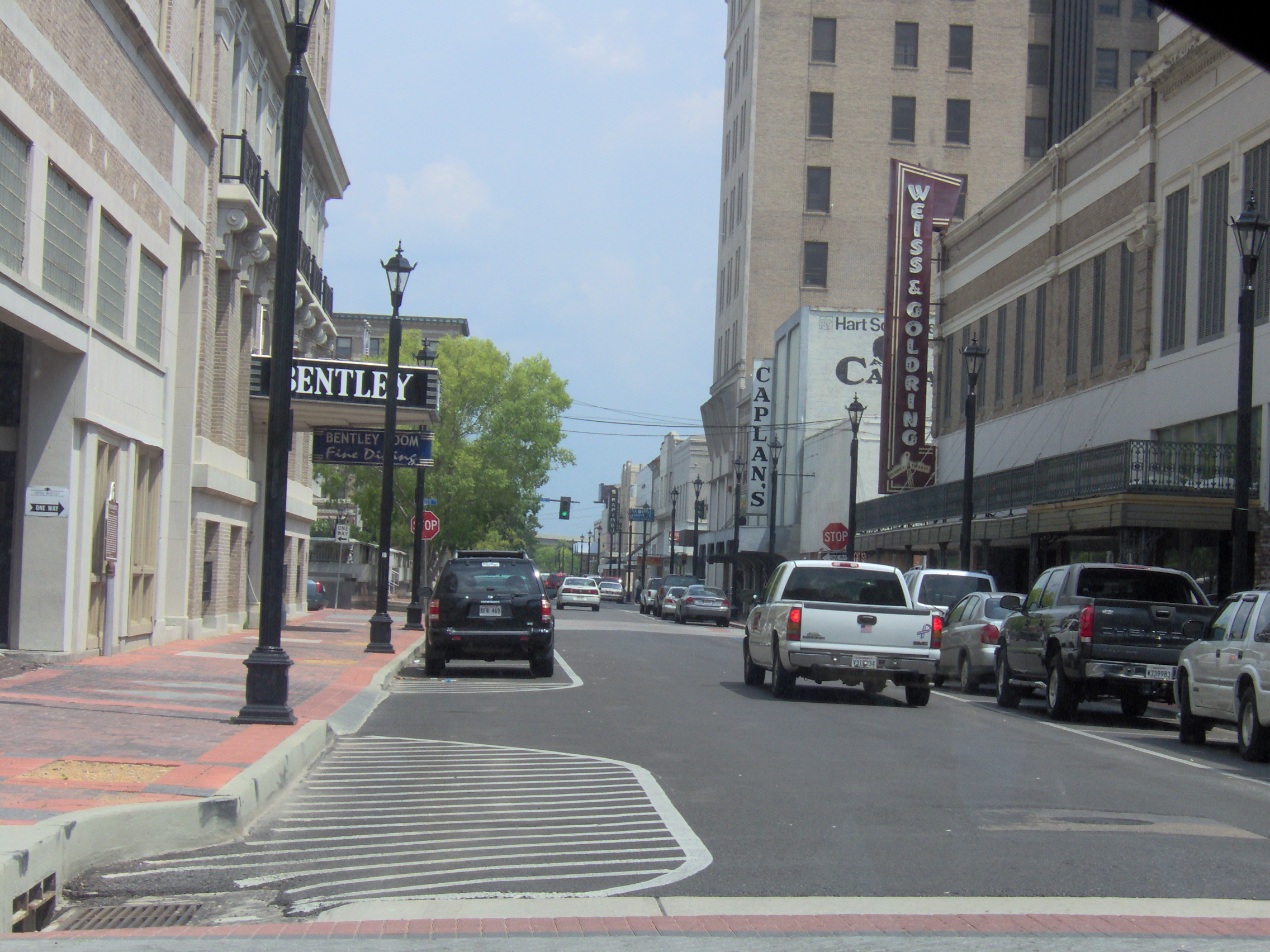
Alexandria
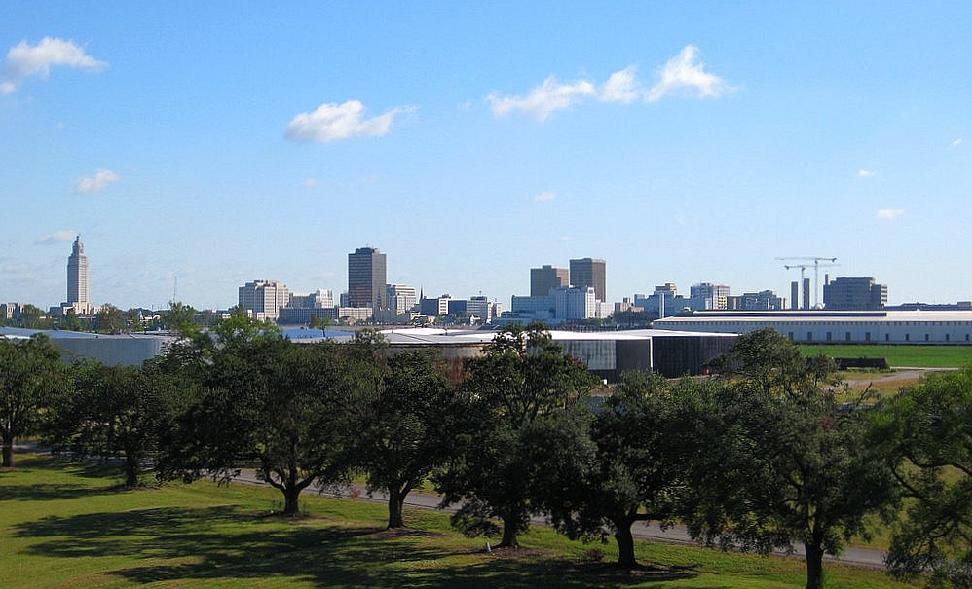
Baton Rouge
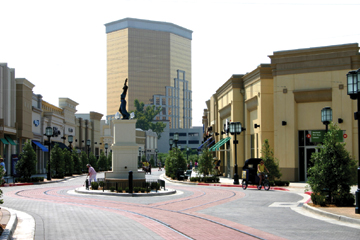
Bossier City
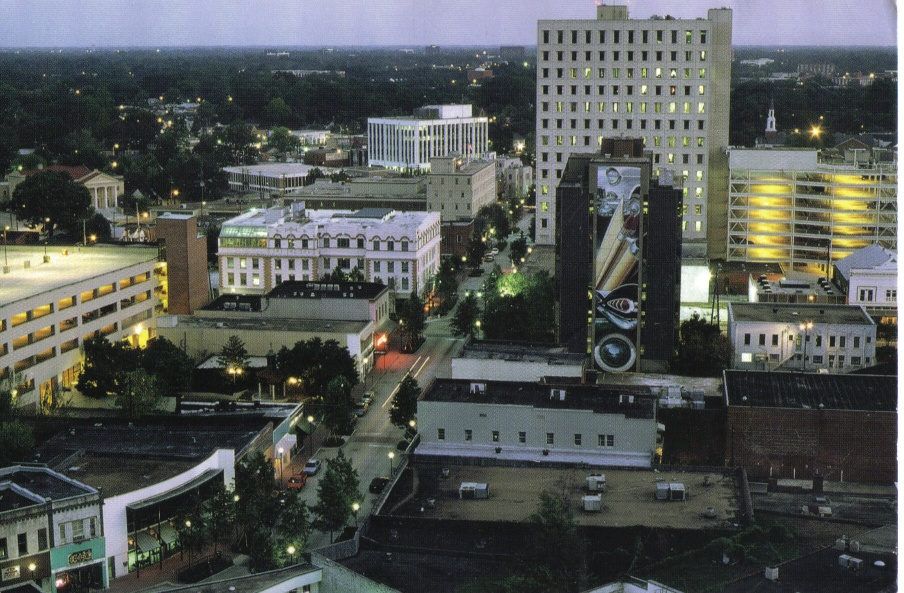
Lafayette
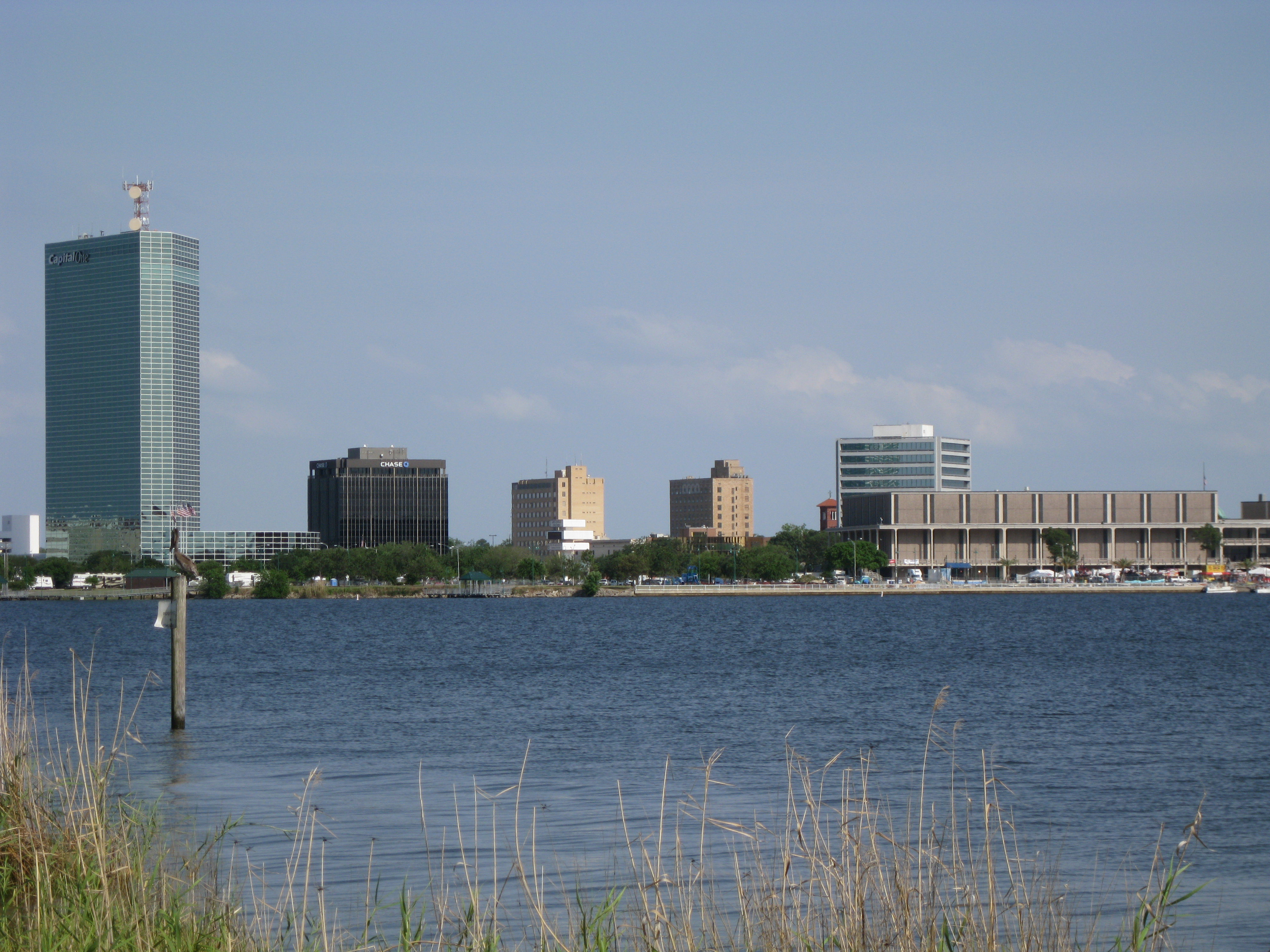
Lake Charles
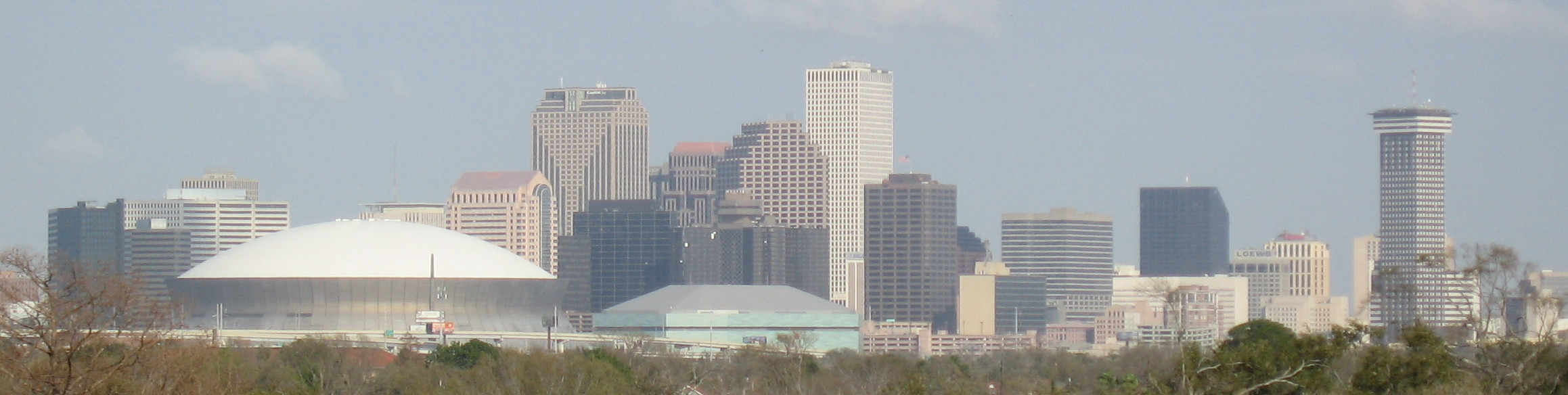
New Orleans
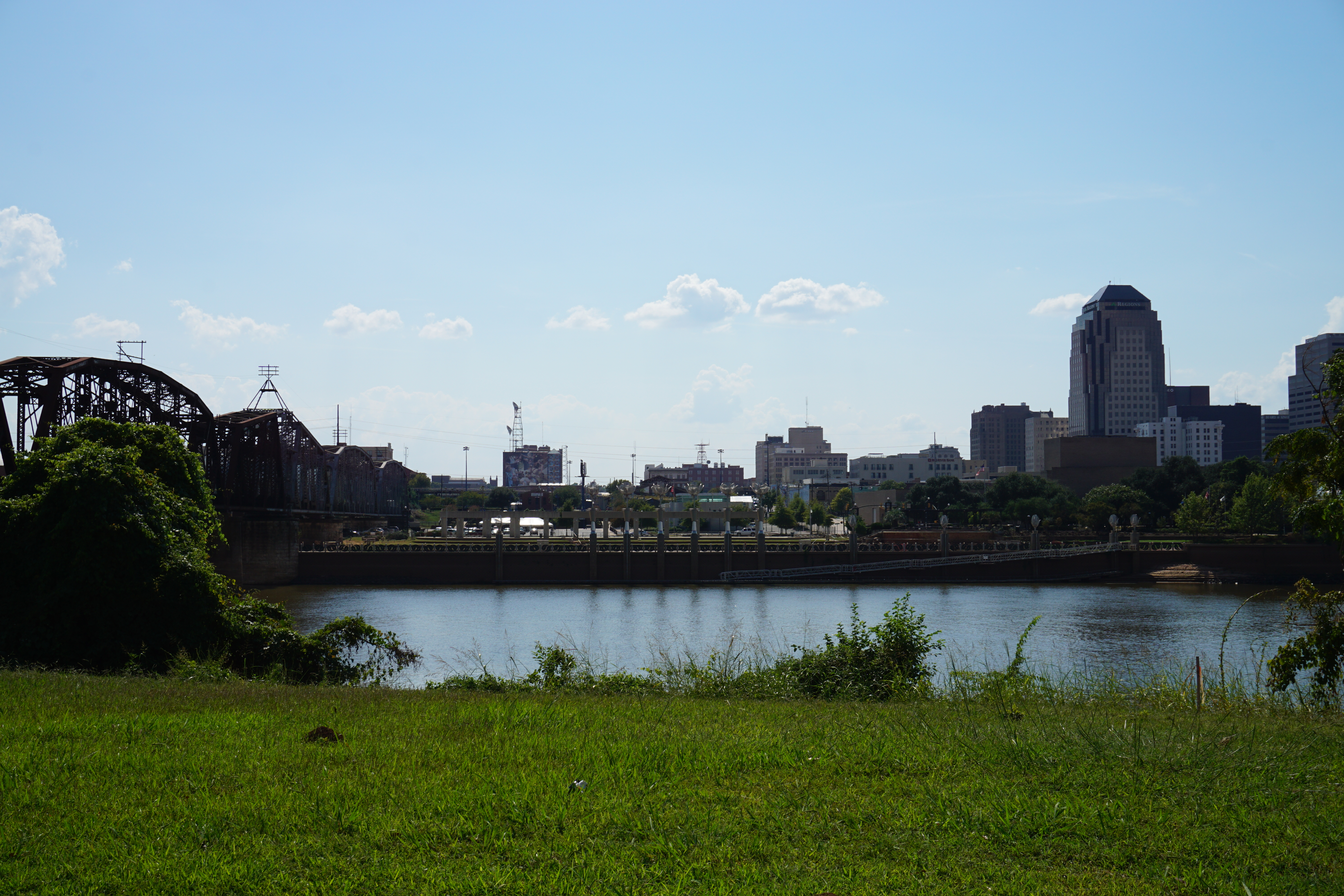
Shreveport

### Zone protejate
Louisiana are un număr de regiuni care, în proporții diferite, sunt protejate. Pe lângă zonele aparținând Serviciului Federal al Parcurilor Naționale și Serviciului Federal al Pădurilor, Louisiana operează un sistem de parcuri și zone de recreere pe toată întinderea statului. Administrat de Departamentul din Louisiana pentru animale sălbatice și pescuit, Sistemul natural al râurilor din Louisiana asigură protecție pentru 48 de râuri, cursuri de apă și bayou de pe tot cuprinsul statului.

#### Serviciul Parcurilor Naționale
Zonele istorice sau deosebite administrate, protejate sau în orice mod recunoscute de Serviciul Federal al Parcurilor includ:
- Cane River National Heritage Area în apropiere de Natchitoches;
- Cane River Creole National Historical Park în apropiere de Natchitoches;
- Jean Lafitte National Historical Park and Preserve, cu sediul în New Orleans, și puncte în St. Bernard Parish, Barataria (Crown Point), și Acadiana (Lafayette);
- New Orleans Jazz National Historical Park;
- Poverty Point National Monument la Epps, Louisiana; și
- Sabine River/Bayou, inclus în sistemul National Wild and Scenic River în apropiere de Winn Parish în nordul Louisianei

#### Serviciul Federal al Pădurilor
- Kisatchie National Forest este singura pădure națională a Louisianei. Aceasta include câteva sute de acri în centrul și nordul Louisianei.

#### Parcuri statale și zone recreaționale
Louisiana operează un sistem format din 21 de parcuri, 17 site-uri istorice și o zonă protejată. Louisiana este de asemenea gazda parcului safari din apropiere de Schreveport și Monroe.

### Transporturi
Departamentul din Louisiana pentru Transport și Dezvoltare este organizația guvernului statului însărcinată cu întreținerea transportului public, șosele, poduri, canale, diguri, administrarea terenurilor inundabile, facilități portuare, vehicule comerciale și aviație, care include 69 de aeroporturi.

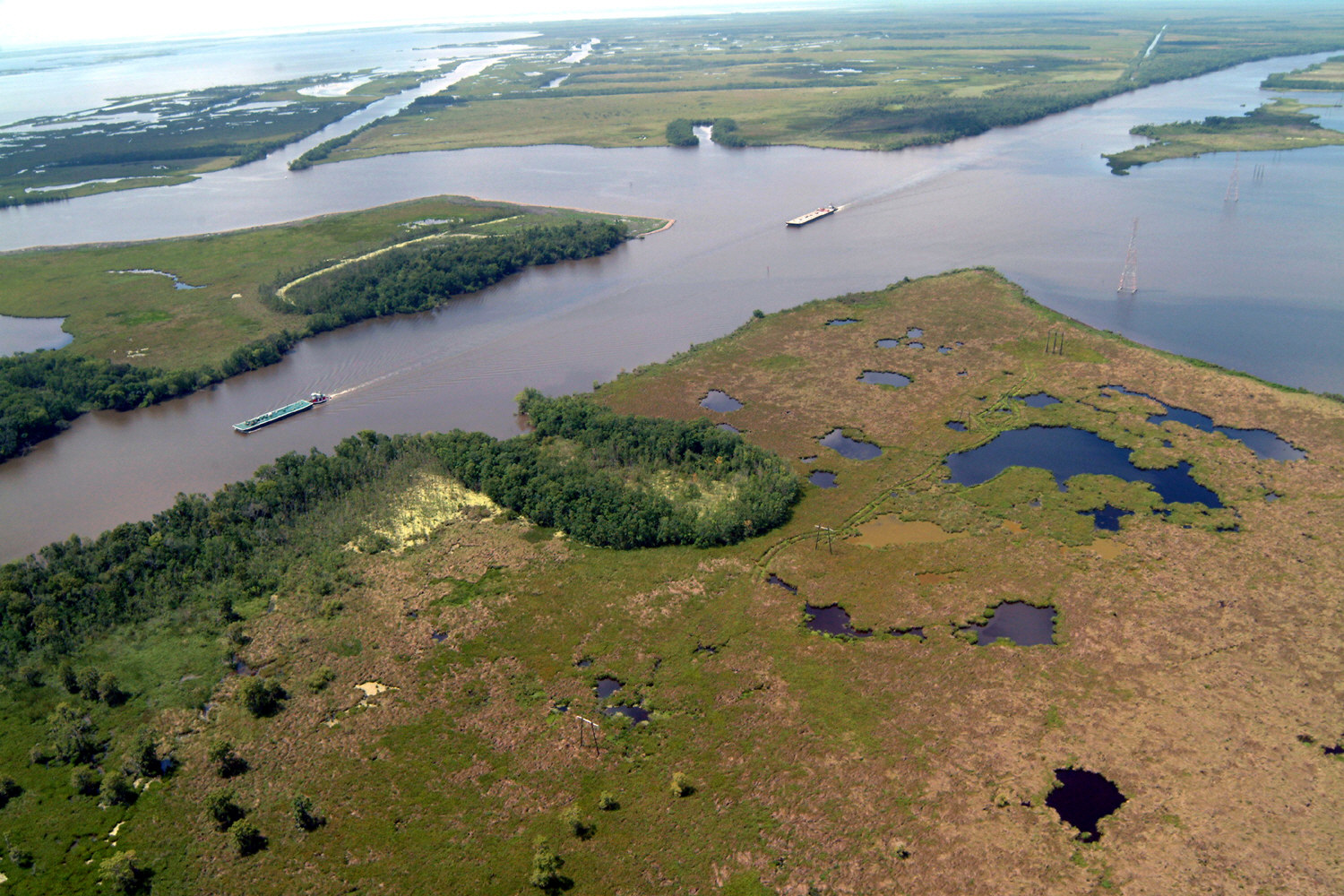
Intracoastal waterway in Louisiana near New Orleans

| - Interstate 10 - Interstate 12 - Interstate 20 - Interstate 49 - Interstate 55 - Interstate 59 - Interstate 110 - Interstate 210 - Interstate 220 - Interstate 310 - Interstate 510 - Interstate 610 - Interstate 910 |

| - U.S. Route 11 - U.S. Route 51 - U.S. Route 61 - U.S. Route 63 - U.S. Route 65 - U.S. Route 71 - U.S. Route 79 - U.S. Route 80 - U.S. Route 84 - U.S. Route 90 - U.S. Route 165 | - U.S. Route 167 - U.S. Route 171 - U.S. Route 190 - U.S. Route 371 - U.S. Route 425 |

## Istorie

### Preistorie
Începând cu multe mii de ani înainte de venirea europenilor în secolul al XVI-lea, Louisiana a fost locuită de amerindieni. În timpul perioadei arhaice, Louisiana a fost teritoriul pe care s-a construit cel mai vechi complex tumular din America de Nord care este în același timp una dintre cele mai vechi construcții complexe datate pe cele două continente americane, și anume site-ul Watson Brake de lângă Monroe. Mai târziu, cel mai mare și cel mai cunoscut complex tumular din acest stat a fost construit în apropiere de actuala localitate Epps, la Poverty Point. Cultura Poverty Point a avut se pare un vârf de dezvoltare în jurul anului 1500 î.e.n. ceea ce face ca Poverty Point să fie primul complex cultural și posibil prima cultură tribală din America de Nord. Această cultură a dăinuit până prin anul 700 e.n. Cultura Poverty Point a fost urmată de cultura Tchefuncte și de cultura Lake Cormorant din perioada Tchula, manifestări locale ale perioadei Woodland Timpurie. În perioada culturii Tchefuncte oamenii din Louisiana au început să producă mari cantități de ceramică. Aceste culturi au dăinuit până prin 200 e.n. Perioada Woodland Mijlocie începe în Louisiana cu cultura Marksville în părțile de sud și de est ale statului și cultura Fourche Maline în partea de nord-vest a statului. Cultura Marksville a fost denumită după site-ul arheologic Marksville din Parohia Avoyelles. Aceste culturi erau contemporane cu culturile Hopewell din Ohio și Illinois, și participau la rețeaua de schimb Hopewell. Comerțul cu populația din sud-vest a adus arcul și săgețile. Primii tumuli sunt construiți în această perioadă. Puterea politică a început să se consolideze când primele platforme tumul au fost construite în centrele rituale pentru dezvoltarea conducerii politice și religioase ereditare. Până în anul 400 e.n. în partea de sud a Louisianei perioada Woodland Târzie a început cu cultura Bayton și nu a adus schimbări majore în istoria culturală a zonei.
Numărul locuitorilor a crescut foarte mult și sunt dovezi puternice cu privire la existența unei creșteri culturale și a unei politici complexe. Multe site-uri Coles Creek au fost ridicate peste tumuli din timpul perioadei Woodland Timpurie, ceea ce îi face pe unii specialiști să afirme că elitele care se ridicau și-au apropriat strămoșii decedați pentru a a-și consolida și a-și materializa autoritatea. În perioada Mississippi în Louisiana au apărut culturile Plaquemine și Caddo de Mississippi. În această perioadă s-a început cultivarea extensivă a porumbului. Cultura Plaquemine din Valea Fluviului Mississippi și estul Louisianei a început pe la 1200 e.n și a durat până pe la 1400 e.n. Exemple edificatoare ale acestei culturi sunt site-urile Medora în Parohia West Baton Rouge, și Emerald Mound din Winterville, precum și Holly Bluff din Mississippi. Cultura Plaquemine a fost contemporană cu cultura Mississippi Mijlociu în site-ul arheologic Cahokia de lângă St. Louis, Missouri. Acest grup este considerat mai vechi decât populațiile Natchez și Taensa.
Până în anul 1000 e.n. în partea de nord-vest a statului Louisiana, cultura Fourche Maline a evoluat în cultura Caddo de Mississippi. Aceasta cuprindea un terioriul larg, care includea ceea ce acum este estul Okhlahomei, vestul Arkansasului, nord-estul Texasului și nord-vestul Louisianei. Dovezile arheologice referitoare la continuitatea culturală din preistorie până în prezent și la continuitatea dintre strămoșii direcți ai populației Caddo și ai vorbitorilor limbii caddo de la venirea europenilor până la moderna Națiune Caddo din Okhlahoma sunt necontestate.
Multe nume de locuri actuale din statul Louisiana, inclusiv Atchafalaya, Natchitoches, Caddo, Houma, Tangipahoa, and Avoyelles sunt transliterații ale celor folosite în diferite limbi vorbite de nativii americani.

### Explorarea și colonizarea europeană

Regiunile din Louisiana

Primii exploratori europeni care au vizitat Louisiana au venit în 1528 când o expediție spaniolă condusă de Pánfilo de Narváez a localizat gura fluviului Mississippi. În 1542, expediția lui Hernando de Soto a ocolit prin nordul și vestul statului (întâlnind gruprui Caddo și Tunica) și apoi a urmat fluviul Mississippi până la Golful Mexic în 1543.
Interesul spaniolilor în Louisiana a rămas latent. În ultima parte a secolului al XVII-lea, expediții franceze, care aveau scopuri de ocupare, religioase și comerciale, au stabilit o așezare pe fluviul Mississippi și pe coasta Golfului Mexic. Cu primele sale așezări, Franța a pretins o vastă regiune a Americii de Nord și s-a pregătit să organizeze un imperiu comercial care să se întindă de la Golful Mexic până în Canada.
În 1682, exploratorul francez Robert Cavelier de La Salle a denumit regiunea Louisiana în onoarea regelui Ludovic al XIV-lea. Prima așezare permanentă, Fort Maurepas (unde este acum Ocean Springs, Mississippi, lângă Biloxi, a fost întemeiat de Pierre Le Moyne d'Iberville, un ofițer francez din Canada, în 1699. Pe atunci francezii deja construiseră un fort mic la gura de vărsare a fluviului Mississippi ca așezare pe care au denumit-o La Balise (or La Balize), "baliză" în franceză. Până în 1721 au construit un far din lemn de 62-picior (19 m) pentru a călăuzi corăbiile pe fluviu.
Louisiana a revendicat la început tot teritoriul de pe ambele maluri ale fluviului Mississippi și în nord, până la teritoriul francez din Canada. următoarele state făceau parte din Louisiana: Louisiana, Mississippi, Arkansas, Oklahoma, Missouri, Kansas, Nebraska, Iowa, Illinois, Indiana, Michigan, Wisconsin, Minnesota, North Dakota, South Dakota.
Așezarea Natchitoches (situată de-a lungul Râului roșu, în prezent nord-vestul Louisianei) a fost întemeiată de Louis Juchereau de St. Denis în 1714, fiind cea mai veche așezare europeană permanentă în terioriul cumpărat al Louisianei. De asemenea, capătul de nord al Șoselei Vechi San Antonio (numită câteodată El Camino Real, sau Kings Highway) era la Natchitoches. Localitatea a devenit curând un înfloritor port pe râu și răscruce de drumuri, dând naștere unui imperiu al bumbacului de-a lungul râului. De-a lungul timpului, plantatorii au dezvoltat mari plantații și au construit case frumoase în orașul aflat în creștere. Acesta a devenit un model urmat de New Orleans și de alte locuri.

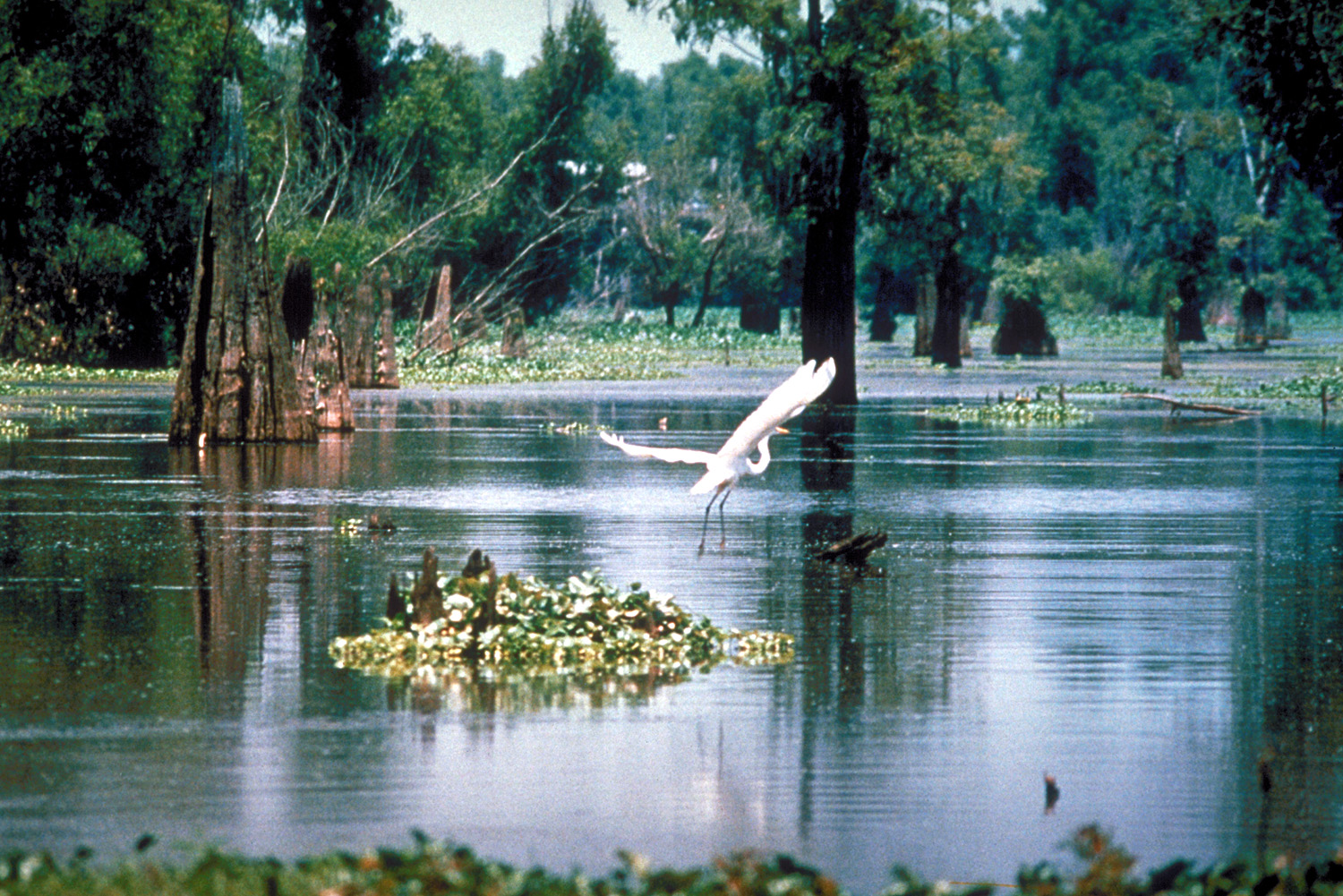
French Acadians, who came to be known as Cajuns, settled the swamps of southern Louisiana, especially in the Atchafalaya Basin.

Localitățile franceze din Louisiana au contribuit la explorarea în continuare și la stabilirea unor avanposturi, concentrate pe malurile fluviului Mississippi și ale afluenților săi mari, din Louisiana până departe în nord, în regiunea numită Illinois Country, aproximativ în zona actualului St. Louis, Missouri. Vezi și: en:French colonization of the Americas
La început, Mobile, Alabama, apoi Biloxi, Mississippi au fost capitalele coloniei. Recunoscând importanța fluviului Mississippi pentru interesele comerciale și militare, Franța a făcut din New Orleans sediul autorităților militare și civile în 1722. De atunci, până când Statele Unite au dobândit teritoriul prin cumpărare la 20 decembrie 1803, Franța și Spania au controlat comerțul regional al imperiului colonial.
În 1720, imigranții germani s-au stabilit de-a lungul fluviului Mississippi în regiunea denumită Țărmul German.
Franța a cedat cea mai mare parte a teritoriului său din estul fluviului Mississippi Marii Britanii ca urmare a victoriei englezilor în războiul de 7 ani sau războiul franco-indian, așa cum este cunoscut în America de Nord. Și-a păstrat însă regiunile din jurul orașului New Orleans și parohiile din preajmă Lake Pontchartrain. Restul Louisianei a devenit colonie spaniolă după războiul de 7 ani prin Tratatul de la Fontainbleu din 1763.
În 1765, în timpul perioadei de dominație spaniolă, căteva mii de refugiați vorbitori de limba franceză din regiunea Acadia (astăzi Nova Scotia, New Brunswick și Prince Edward Island din Canada), au venit în Louisiana ca urmare a expulzărilor de după războiul de 7 ani. Ei s-au stabilit mai ales în regiunea de sud vest a Louisianei numită acum Acadiana. Spaniolii, dornici să câștige de partea lor credincioși catolici, i-au primit bine pe refugiații din Accadia. Populația cajun îi are ca strămoși pe acești refugiați din Accadia.
Loucuitori ai Insulelor Canare spaniole, numiți Isleños, au emigrat din Insulele Canare în Louisiana sub domnia spaniolă între 1778 și 1783.
În 1800, Napoleon Bonaparte a dobândit Louisiana de la Spania conform celui de-al treilea tratat de la San Ildefonso, un aranjament ținut secret timp de 2 ani.

### Expansiunea sclaviei
În 1709, finanțistul francez Antoine Crozat a obținut monopolul comerțului în dominionul francez al Louisianei care se întindea de la Golful Mexic până la teritoriul actual al Illinoisului. "Concesiunea i-a permis să aducă în fiecare an câte o încărcătură de negri din Africa" a scris istoricul britanic Hugh Thomas.
Când, în 1803, Franța a vândut Statelor Unite teritoriul Louisianei, a fost repede acceptat că sclavii africani pot fi aduși acolo la fel de ușor ca în statul vecin, Mississippi, deși această faptă ar fi încălcat regulile Statelor Unite. Deși Louisiana era, la începutul secolului al XIX-lea, un producător mic de zahăr cu un număr relativ mic de sclavi, curând a devenit un mare producător după ce proprietarii de plantații au cumpărat sclavi care au fost transportați din Africa în South Carolina înainte de a fi vânduți în Louisiana, unde proprietarii de plantații i-au obligat pe lucrătorii captivi să lucreze fără plată pe plantațiile lor de trestie de zahăr aflate în expansiune. În ciuda cererilor formulate de James Hillhouse, membru al Camerei Reprezentanților, și de pamfletarul Thomas Paine de a se aplica legea federală care era în vigoare la acel moment împotriva sclaviei din nou achiziționatul teritoriu, sclavia a învins deoarece era o sursă de profit maxim în condițiile în care costul mâinii de lucru era minim. Ultimul guvernator spaniol al teritoriului Louisianei a scris că "este adevărat, e imposibil pentru Louisiana să progreseze fără sclavi" și prin folosirea sclavilor, colonia "a făcut pași mari spre prosperitate și bogăție".
Munca forțată a sclavilor a fost necesară, a spus William C.C. Claiborne, primul guvernator al Louisianei, pentru că muncitorii albi care nu erau sclavi "nu pot fi ținuți în acest climat nesănătos". Hugh Thomas a spus că guvernatorul Claiborne nu a fost în stare să oprească prin forță traficul de ființe umane atât timp cât el însuși era învinuit că ar face același lucru în Louisiana.

### Imigrația haitiană și influența acesteia
Pierre Laussat (ministrul francez în Louisiana în anul 1718): „Saint-Domingue a fost, dintre toate coloniile noastre din Antile, cea a cărei mentalitate și obiceiuri au influențat cel mai mult Louisiana.”
Lousiana și colonia-mamă din Caraibe au dezvoltat strânse legături în perioada secolului al XVIII-lea, centrate pe comerțul maritim, schimbul de capital și de informații și migrația coloniștilor. Chiar de la început, haitienii au exercitat o profundă influență asupra politicii Louisianei, asupra populației, a religiei și a culturii. Autoritățile coloniei, ca răspuns la comploturile anti-sclavie și la revoltele de pe insule, au interzis intrarea sclavilor în insulele din Saint-Domingue în 1763. Acțiunile lor revoluționare vor continua să aibă efecte asupra comerțului cu sclavi desfășurat de Louisiana și asupra politicilor referitoare la migrație în tot cursul perioadei revoluțiilor americană și franceză.
Aceste două lupte democratice i-au speriat pe spaniolii care au guvernat în Louisiana din 1763 până în 1800. Ei au suprimat ceea ce ei au văzut ca activități îndemnând la răzvrătire și au interzis materialele subversive într-o încercare inutilă de a izola colonia de răspândirea revoluției democratice. În mai 1790 un decret regal a interzis intrarea negrilor - sclavi sau oameni liberi - din Indiile Franceze de Vest.
Un an mai târziu, în Saint Domingue a început prima revoltă câștigătoare a sclavilor, care, în final, a dus la întemeiarea statului Haiti.
Revoluția în Saint Domingue a eliberat un masiv exod multirasial: francezii au fugit cu slavii pe care au reușit să îi păstreze; la fel au făcut numeroși oameni de culoare, unii din ei chiar proprietari de sclavi. În plus, în anul 1793, un incendiu catastrofal a distrus două treimi din orașul principal, Cap Français (în prezent Cap Haïtien), și aproape 10.000 de oameni au părăsit insula pentru totdeauna. În deceniile următoare revoluției, din cauza invaziei străine și a războiului civil, alte mii de oameni au părăsit zona. Mulți s-au mutat la est de Saint Domingue (Republica Dominicană în prezent), sau în apropiere de Insulele Caraibe. Un număr mare de emigranți, negri sau albi, au găsit adăpost în America, mai ales în New York, Baltimore (53 de vase au ajuns aici în 1793), Philadelphia, Norfolk, Charleston și Savannah, ca și în Florida. Nicăieri pe continent, refugiații nu au exercitat o influență atât de profundă ca în Louisiana.

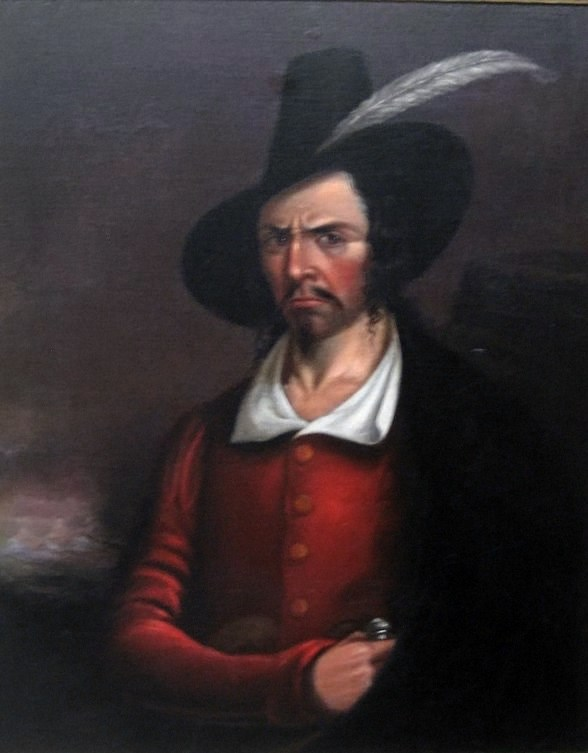
Piratul francezJean Lafitte, care a operat în New Orleans, a fost născut în Port-au-Prince în jurul anului 1782.

Între 1791 și 1803, un număr de 1300 de refugiați au ajuns în New Orleans. Autoritățile au fost îngrijorate că aceștia au venit cu idei care îndeamnă la revoltă. În primăvara anului 1795, Pointe Coupée a fost scena unei încercări de revoltă în timpul căreia locuințele plantatorilor au fost incendiate. După incident, un imigrant liber din Saint Domingue, Louis Benoit, acuzat că ar fi „foarte pătruns de maximele revoluționare care au devastat colonia” a fost expulzat. Revolta eșuată l-a determinat pe plantatorul Joseph Pontalba să „țină seama de calamitatea îngrozitoare din Saint-Domingue și de germenii de revoltă prea răspândiți printre sclavii noștri”. Arestările care au continuat în Pointe Coupée și pe Țărmul German au contribuit la oprirea în totalitate a comerțului cu sclavi în primăvara anului 1796.
În anul 1800 autoritățile au dezbătut problema reluării comerțului cu sclavi, dar au fost de acord că negrii din Saint-Domingue nu vor fi lăsați să intre în Louisiana. De asemenea, autoritățile au observat prezența insurgenților negri și albi din Indiile Franceze de Vest care „propovăduiau doctrine periculoase printre negrii noștri”. Sclavii lor păreau mai „insolenți”, mai „neguvernabili” și mai „insubordonați” decât erau cu cinci ani mai devreme.
În același an, Spania a renunțat la Louisiana în favoarea Franței și plantatorii au continuat să fie speriați de revolte. După ce viitorul împărat Napoleon Bonaparte a vândut colonia Statelor Unite în 1803 pentru că expediția sa dezastruoasă împotriva Saint-Domingue îi micșorase resursele financiare și militare, evenimentele din Louisiana au luat amploare.

### Cumpărarea de către Statele Unite
Când Statele Unite și-au câștigat independența față de Marea Britanie în 1783, preocupările majore ale federației au rămas existența unei puteri europene la frontiera de vest și accesul fără restricții la fluviul Mississippi. Cum locuitorii americani s-au dus spre vest, au constatat că Munții Apalași constituiau o barieră în calea transportului către est. Produsele puteau fi transportate cel mai ușor cu ajutorul unor șlepuri pe râul Ohio și pe fluviul Mississippi spre portul New Orleans de unde bunurile puteau fi încărcate în nave maritime. Problema cu această rută era că spaniolii stăpâneau ambele maluri ale fluviului Mississippi în aval de Natchez. Ambițiile lui Napoleon în Louisiana au implicat crearea unui imperiu al comerțului cu zahăr cu centrul în Caraibe. Conform Tratatului de la Amiens din 1800, Marea Britanie i-a restituit Franței proprietatea asupra insulelor Martinica și Guadalupe. Napoleon a vrut ca Louisiana să fie un depozit pentru aceste insule producătoare de zahăr și un tampon în fața Statelor Unite. În octombrie 1801, Napoleon a trimis o importantă forță militară să cucerească insula Saint-Domingue și să reintroducă sclavia, care fusese abolită ca o consecință a revoltei din 1792-1793 și a abolirii prin lege și prin constituție a sclaviei în coloniile franceze în anul 1794.
Când armata condusă de cumnatul lui Napoleon, Leclerc, a fost învinsă de forțele care s-au opus reintroducerii sclaviei prin înrobirea celei mai mari părți a populației din Saint Domingue, Napoleon s-a hotărât să vândă Louisiana.

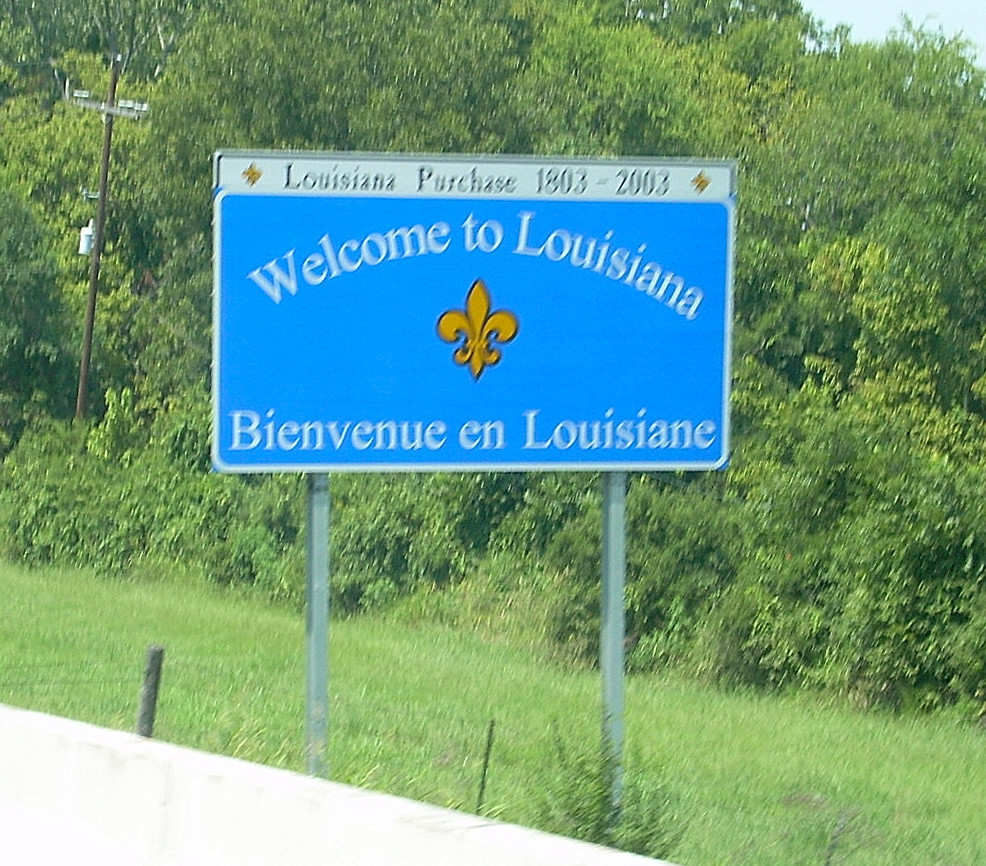
Un semn de bun venit bilingv din Louisiana, recunoscând moștenirea franceză

Thomas Jefferson, al treilea președinte al Statelor Unite, a fost deranjat de planurile lui Napoleon de a restabili coloniile franceze în America. Având în posesie orașul New Orleans, Napoleon ar fi putut să închidă accesul Statelor Unite la fluviul Mississippi în orice moment. Jefferson l-a autorizat pe Robert R. Livingston, ministrul Statelor Unite în relația cu Franța, să negocieze cumpărarea orașului New Orleans, a unei părți din malul de est al fluviului Mississippi și libera navigație pe fluviu pentru navele comerciale ale Statelor Unite. Livingston a fost autorizat să plătească maximum 2 milioane de dolari.
Transferul oficial al Louisianei către Franța nu avusese încă loc, iar înțelegerea lui Napoleon cu spaniolii nu a fost un secret bine păzit. La 18 octombrie 1802, Juan Ventura Morlaes, ca intendent al Louisianei, a făcut publică intenția Spaniei de a revoca dreptul Statelor Unite de a depozita mărfuri la New Orleans. Închiderea acestui port vital pentru Statele Unite a produs furie și consternare. Comerțul era practic blocat în vest. Istoricii cred că revocarea dreptului de depozit a fost consecința abuzurilor americanilor, în special contrabanda, și nu a intrigilor francezilor așa cum s-a crezut la acel moment. Președintele Jefferson a ignorat presiunea publicului care cerea un război cu Franța și l-a împuternicit pe James Monroe să ajute la obținerea orașului New Orleans pentru Statele Unite. Jefferson a autorizat mărirea cheltuielilor la 10.000.000 de dolari.
Oricum, la 11 aprilie 1803, ministrul francez de externe, Talleyrand, l-a surprins pe Livingston cu întrebarea ce preț ar plăti Statele Unite pentru întreaga Louisiana, nu doar pentru New Orleans și teritoriul din jurul acestuia (așa cum fusese autorizat Livingston). Monroe și Livingston au fost de aceeași părere și anume că Napoleon își poate retrage oferta oricând (lăsându-i fără posibilitatea de a obține dorita zonă New Orleans) și că primirea aprobării de la președintele Jefferson poate dura câteva luni, astfel că s-au hotărât să deschidă negocierile imediat. Până pe 30 aprilie, ei au ajuns să se înțeleagă cu francezii și să cumpere de la aceștia întreagul teritoriu al Louisianei 2.100.000 km² pentru 60 de milioane de franci (aproximativ 15.000.000 de dolari). O parte din această sumă a fost folosită pentru compensarea unor datorii pe care Franța le avea către Statele Unite. Plata a fost făcută în obligațiuni emise de Statele Unite, care au fost vândute de Napoleon la valoarea nominală unei companii olandeze, Hope and Company, și băncii britanice Barings, cu o reducere de 87½ pentru fiecare 100 de unități. Ca urmare, Franța a primit numai 8.831.250 de dolari bani în numerar pentru Louisiana.
Conștiinciosul bancher englez Alexander Baring a vorbit cu Marbois în Paris, s-a deplasat în Statele Unite să ia obligațiunile, le-a dus în Marea Britanie și s-a întors în Franța cu banii pe care Napoleon i-a folosit să finanțeze războiul împotriva Angliei.
Când știrea despre cumpărare a ajuns în Statele Unite, Jefferson a fost surprins. El autorizase cheltuirea a 10.000.000 de dolari pentru un oraș port și în schimb a primit tratate care obligau guvernul să cheltuie 15.000.000 de dolari pentru un teren care ar fi dublat suprafața țării. Adversarii politici ai lui Jefferson din Partidul Federalist, au susținut că Louisiana cumpărată ar fi un deșert fără valoare și că este neconstituțională achiziția unor terenuri și încheierea unor tratate fără aprobarea Senatului. Ceea ce îi speria era însă faptul că noile state, care vor fi în mod inevitabil desprinse din teritoriul Louisianei, vor întări poziția vestului și a sudului în Congres, iar în viitor vor reduce influența federaliștilor din Noua Anglie în afacerile interne. Președintele Jefferson a fost un entuziast susținător al extinderii spre vest și a susținut cu fermitate tratatul. În ciuda obiecțiunilor federaliștilor, la 20 octombrie 1803, Senatul Statelor Unite a ratificat tratatul referitor la Louisiana.
O ceremonie oficială s-a ținut în New Orleans, la 29 noiembrie 1803, pentru a marca transferul. Cum teritoriul Louisianei nu a trecut niciodată în mod oficial din puterea Spaniei în cea a Franței, spaniolii și-au coborât drapelul, iar francezii l-au ridicat pe al lor. În ziua următoare, generalul James Wilkinson a acceptat posesiunea Louisianei în numele Statelor Unite. O ceremonie similară a fost ținută în St. Louis la 9 martie 1804, când tricolorul francez a fost înălțat lângă râu, înlocuind drapelul spaniol. A doua zi, căpitanul Amos Stoddard și-a condus compania de artilerie în oraș și a înălțat drapelul american pe catargul fortului. Terioriul Louisianei a fost predat oficial guvernului Statelor Unite reprezentat de Meriwether Lewis.
Teritoriul Louisianei, cumpărat pentru mai puțin de 3 cenți pe acru (aproximativ 8 cenți/ha), a dublat mărimea Statelor Unite peste noapte, fără nici un război și fără ca nici un american să își piardă viața, și a stabilit un precedent pentru cumpărarea de teritorii. A deschis o cale pentru o viitoare expansiune a Statelor Unite peste continent către Pacific.

## Demografie

### 2010
Populația totală a statului în 2010: 4,533,372

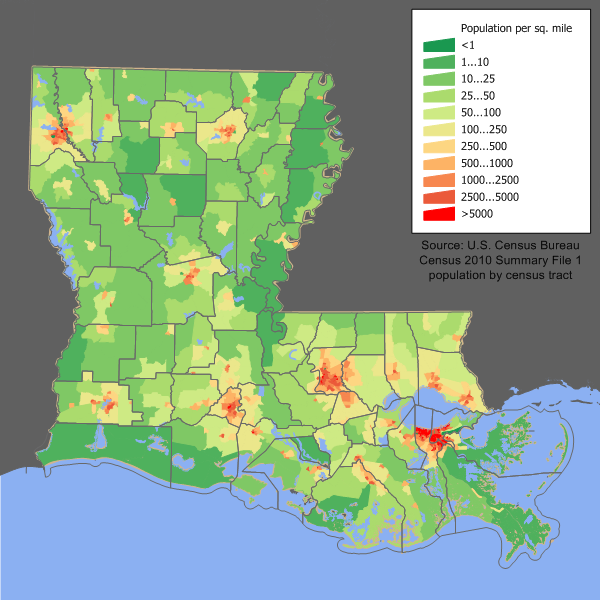
Densitatea populației statului Louisiana

Structura rasială în conformitate cu recensământul din 2010:
- 62.6% Albi (2,836,192)
- 32.0% Negri (1,452,396)
- 0.7% Americani Nativi (30,579)
- 1.5% Asiatici (70,132)
- 0.0% Hawaieni Nativi sau locuitori ai Insulelor Pacificului (1,963)
- 1.6% Două sau mai multe rase (72,883)
- 1.6% Altă rasă (69,227)
- 4.2% Hispanici sau Latino (de orice rasă) (192,560)

### 2005
Începând cu luna iulie 2005 (înainte de uraganele Katrina și Rita), Louisiana avea o populație de 4.523.628 de locuitori, care crescuse cu 16.943, adică 0,4%, față de anul anterior și o creștere de 54,670, adică 1,2%, față de anul 2000. Această creștere include creșterea naturală înregistrată de ultimul recensământ de 129.889 de locuitori (adică un număr de 350.818 nașteri din care se scade un număr de 220.929 de decese) și scăderea demografică generată de faptul că un număr de 59.373 de locuitori au emigrat. Imigrația din exteriorul Statelor Unite a adus o creștere de 20.173 de locuitori, iar emigrarea în interiorul Statelor Unite a produs o pierdere de 89.547 de locuitori. Densitatea populației este de aproximativ 165,08 locuitori pe kilometru pătrat (102,6 locuitori pe milă pătrată).
Centrul de populație este în Pointe Coupee Parish, în orașul New Roads.
Conform recensământului din anul 2000, 4,7% din locuitorii în vârstă de peste 5 ani vorbesc franceză sau cajun în familie, în timp de 2,5% vorbesc spaniola .

### Populația cajun și creolă
Locuitorii cajun și creolii cu strămoși francezi sunt majoritari în partea de sud a statului. Locuitorii Cajun din Louisiana sunt descendenții acadienilor vorbitori de franceză din colonia franceză Accadia, adică provinciile canadiene New Brunswick, Nova Scotia și Prince Edward Island din prezent. Populația cajun a rămas izolată în mlaștinile din sudul Louisianei până pe la mijlocul secolului XX. În prima parte a secolului XX s-au făcut încercări de limitare a culturii cajun prin luarea unor măsuri ca interzicerea folosirii francezei cajun în școli.
Populația creolă din Louisiana este divizată în două entități rasiale. Termenul „creol” a fost mai întâi atribuit locuitorilor francezi care s-au născut în Louisiana pe vremea când aceasta era colonie franceză. În spaniolă, termenul pentru acești nativi era „criollo”. După modelul de migrație și de locuire, creolii albi au, în cea mai mare parte, strămoși francezi sau spanioli. Pe măsură ce numărul de locuitori sclavi a crescut în Louisiana, au apărut și locuitori negri care au putut fi numiți creoli, în sensul că s-au născut în colonie.
Sensul termenului „creol din Louisiana” este, cu toate acestea, asociat cu oameni de culoare liberi („gens de couleur libres”), care, în general, erau a treia castă de oameni de rasă amestecată care erau concentrați mai ales în sudul Louisianei și în zona New Orleans. Acest grup s-a format în timpul stăpânirii franceze și spaniole, din descendenți apăruți din relațiile bărbaților din colonie cu femeile sclave, cele mai multe africane. Pe măsura trecerii timpului, coloniștii au ales femei care adesea erau de culoare sau metise. Adesea, bărbații le eliberau pe femei și pe copiii lor, dacă mai erau sclavi. Aceste aranjamente au primit o formă oficială în New Orleans ca plaçage, deseori fiind asociate cu aranjamente referitoare la proprietate pentru femeile tinere și la educația copiilor lor, or cel puțin numai pentru copiii lor. Creolii care erau oameni liberi în timpul conducerii franceze și spaniole au format o clasă distinctă - mulți dintre ei erau educați și au devenit proprietari bogați sau meșteșugari și erau activi din punct de vedere politic. De multe ori, acești creoli metiși s-au căsătorit numai între ei. Ei au constituit un grup distinct între descendenții francezi și spanioli și masa sclavilor de origine africană.
După revoluția din Haiti, clasa de oameni de culoare liberi din New Orleans și Lousiana s-a mărit cu refugiații vorbitori de limba franceză și cu imigranții care veneau din Haiti. În același timp, oameni albi vorbitori de limba franceză au venit în oraș, unii aducând cu ei sclavi care erau în mare parte născuți în Africa. În anul 1809, aproape 10.000 de refugiați din Saint-Domingue au ajuns prin Cuba, unde au fugit prima dată, pentru a se stabili în masă în New Orleans. Ei au dublat numărul de locuitori și au ajutat la păstrarea limbii și a culturii franceze pentru câteva generații.
Astăzi, creolii de culoare sunt în general aceia care au ascendenți africani, francezi, spanioli și amerindieni, care au crescut într-un mediu în care s-a vorbit franceza sau o limbă creolă și s-a manifestat cultura franceză sau creolă. Separația creolilor de culoare s-a diminuat după ce Statele Unite au cumpărat Louisiana și, mai mult, după războiul civil. Acei creoli care, înainte de războiul civil, erau liberi de câteva generații, și-au pierdut câtva din reputație.

### Albi
Populația de origine caucaziană predomină în nordul Louisianei. Acești oameni sunt în mare parte de origine engleză, franceză, galeză și irlandeză și împart o cultură comună, adesea protestantă, cu americanii din statele învecinate.
Înainte de cumpărarea Lousianei, unele familii de origine germană s-au stabilit într-o zonă rurală de-a lungul văii inferioare a fluviului Mississippi, cunoscută de atunci ca Țărmul German. Acești locuitori au fost asimilați de comunitățile cajun și creole.
În anul 1840, New Orleans era al treilea oraș ca mărime și ca bogăție al națiunii americane și cel mai mare oraș din sud. Portul său plin de viață și economia bazată pe comerț au atras numeroși imigranți irlandezi, italieni, germani și portughezi. Irlandezii și italienii erau catolici, iar o parte din germani și din portughezi erau, de asemenea, catolici, alăturându-se astfel culturii catolice din sudul Louisianei. New Orleans este locul unde s-au format comunități destul de mari de olandezi, greci și polonezi, precum și evrei de diferite naționalități. Mai multe de 10.000 de maltezi au venit la începutul secolului XX. Croaților li se datorează dezvoltarea comerțului cu stridii.

### Afro-americani
Populația Louisianei are a doua concentrație de afro-americani (32.5%) din SUA, după statul vecin, Mississippi (36.3%).
Recensămintele oficiale nu fac nicio diferență între locuitorii cu strămoși africani. În consecință, nu există nicio diferență între cei care locuiesc în Louisiana și au strămoși vorbitori de limba franceză sau strămoși vorbitori de limba engleză.
Creolii de culoare, afro-americani din Louisiana cu strămoși francezi, africani și amerindieni, predomină în sud-est, centrul și nordul statului, în special în parohiile situate de-a lungul văii fluviului Mississippi.

### Hispanici
Conform recensământului din anul 2000, locuitorii de origine hispanică formau 2,4% din populația Louisianei. Până în 2005 această proporție a crescut la 3% și se pare că ulterior a crescut în continuare. Un val de imigranți din diferite țări Latino-Americane ca Mexic, Cuba, Republica Dominicană, Honduras, El Salvador și Nicaragua au fost atrași aici. New Orleans are una din cele mai mari comunități de hispanici din SUA.
Comunitățile mai vechi de cubanezi și dominicani sunt încă prezente în zona New Orleans, datând din anii 20 ai secolului trecut sau chiar de mai devreme de anii 1880, altfel majoritatea membrilor sunt imigranți și, în cazul cubanezilor, unii sunt refugiați din motive politice, fiind opozanți ai regimului lui Fidel Castro.
În anul 1763, după semnarea Tratatului de la Fontainbleau, la sfârșitul războiului de 7 ani, Louisiana a fost sub autoritatea imperiului spaniol pentru 36 de ani. În această perioadă unii locuitori spanioli, proveniți în special din Insulele Canare, s.au stabilit în aval de New Orleans, în prezent Parohia St. Bernard, și în alte părți din sud-estul statului. Aceștia vor forma bazele populației de "insulari" din Lousiana.

### Asiatici
În anul 2000 s-a estimat că 50,209 locuitori cu descendență asiatică (est-asiatici, sud-asiatici sau alți asiatici) trăiesc în Louisiana. Populația asiatică a Louisianei include descendenți ai lucrătorilor chinezi care au ajuns la sfârșitul secolului al XIX-lea și la începutul secolului al XX-lea, cel mai adesea din Caraibe. Un alt val de migrație, dar de această dată din sud-estul Asiei, a urmat spre sfârșitul secolului al XX-lea.
În deceniile 8 și 9 ale secolului XX, numeroși vietnamezi și alți refugiați din sud-estul Asiei, au venit pe țărmul Golfului Mexic pentru a lucra în industria pescuitului. Cei mai mulți asiatici din Louisiana sunt de origine vietnameză. Aproximativ 95% din populația de origine asiatică locuiește în Baton Rouge, alături de comunitățile de indieni și de coreeni.
Primii filipinezi care au venit aici au fost "Manilamen" (oameni din Manila) care au lucrat pe vapoare spaniole din Filipine și care s-au stabilit pe țărmul golfului, s-au căsătorit cu femei cajun sau amerindiene și, mai târziu, au fost absorbiți de populația creolă locală. 

## Economie
Produsul intern brut al Louisianei a fost de 168 de miliarde de dolari în anul 2005, plasând statul pe locul 24 în SUA. Per capita, aceasta înseamnă 30.952 de dolari, iar după acest criteriu Louisiana este pe locul 41.
Produsele agricole cele mai importante sunt: fructele de mare (Louisiana este cel mai mare producător de raci din lume, furnizând aproape 90% din producție), bumbac, soia, trestie de zahăr, orez, vite, păsări, ouă și lactate. Industria fructelor de mare asigură în mod direct 16.000 de locuri de muncă. În Lousiana sunt fabricate produse chimice, pe bază de petrol și de cărbune, mâncare procesată, echipamente de transport și produse din hârtie. Turismul este un element important al economiei, în special în zona New Orleans.
Portul din Louisiana de sud, construit pe fluviul Mississippi între New Orleans și Baton Rouge, este cel mai mare port din emisfera vestică din punctul de vedere al volumului de mărfuri încărcate și descărcate, și al 4-lea mare port de mărfuri angro din lume.
În New Orleans și Shrevport a înflorit industria cinematografică. Inițiativele finanțate de stat și publicitatea agresivă au impulsionat industria locală de filme. La sfârșitul anului 2007 și la începutul anului 2008, un studio de film de 28.0000 mp a fost programat să fie deschis în Treme, având facilități de producție și o școală de pregătire pentru industria cinematografică..
Sosul Tabasco, vândut de unul din cei mai mari producători de sosuri picante din SUA, McIlhenny Company, provine din Avery Island.
Louisiana are trei tranșe de impozit pe venit, între 2% și 6%. Taxa pe valoarea adăugată este de 4%, din care 3,97% taxa propriu zisă și 0,03% o taxă pentru promovarea turismului. Subdiviziunile administrative au propria taxă pe valoarea adăugată care se adaugă la taxele și impozitele stabilite de stat. Impozitele pe proprietate sunt calculate și colectate la nivel local. Louisiana este subvenționată de SUA și primește 1,44 dolari pentru fiecare dolar plătit.
Economia Louisianei se bazează pe turism și cultură care aduc încasări de aproximativ 5,2 miliarde de dolari anual. Louisiana găzduiește evenimente culturale importante, ca Forumul Cultural și Economic Mondial, care are loc în toamna fiecărui an la New Orleans.
Din ianuarie 2010 rata șomajului este de 7,4%. Un afro-american are de trei ori mai mult neșansa de a fi șomer decât o persoană de origine caucaziană.

### Subvenții federale și cheltuieli
Plătitorii de taxe din Louisiana primesc mai mulți dolari din fondurile federale pentru fiecare dolar plătit în contul taxelor și impozitelor federale decât media statelor. Pentru fiecare dolar colectat în anul 2005, cetățenii Louisianei au primit aproximativ 1,78 de dolari ca subvenție federală. după acest criteriu, statul Louisiana se află pe locul 4 în cadrul SUA. Față de 1996, valoarea subvenției federale a crescut de la 1,35 de dolari cât a fost în acel an (Louisiana se afla atunci pe locul 7). Statele vecine au primit: 0,94% - Texas, 1.41% - Arkansas, 2.02% - Mississippi. Subvențiile federale au fost mai mari în anul 2005 și în anii care au urmat din cauza pagubelor produse de uraganul Katrina.
Tax Foundation Arhivat în 6 iulie 2009, la Wayback Machine..

### Energia
Louisiana are rezerve mari de petrol și de gaze naturale. Depozitele de petrol și de gaze naturale sunt bogate atât pe uscat cât și în subsolul mării teritoriale a statului Louisiana. În plus, mari rezerve de petrol și gaze naturale au fost găsite în subsolul mării teritoriale aflate sub jurisdicție federală din Golful Mexic. Potrivit datelor deținute de Energy Information Administration, zona mării teritoriale aflată sub jurisdicție federală din Golful Mexic este cea mai importantă regiune producătoare de petrol a Statelor Unite. Fără a avea în vedere industria extractivă din Golful Mexic, Louisiana se află, în interiorul SUA, pe locul 4 în clasamentul statelor producătoare de petrol și deține 2% din totalul rezervelor de petrol ale Statelor Unite. O treime din petrolul produs în Statele Unite provine din subsolul marin și 80% din extracția submarină provine din Louisiana. Industria petrolului asigură aproximativ 58.000 de locuri de muncă pentru locuitorii Louisianei și a creat alte 260.000 de locuri de muncă în legătură cu producția de petrol. Aceste locuri de muncă, adunate, reprezintă 17% din numărul total al locurilor de muncă din Louisiana.
Rezervele de gaze naturale ale Louisisanei reprezintă 5% din totalul rezervelor SUA. Descoperirea recentă a șisturilor Haynesville, situate în Parohiile Caddo, Bossier, Bienville, Sabine, De Soto, Red River, Natchitoches, au făcut ca zona să devină al 4-lea mare câmp de gaze naturale cu sonde care inițial au produs peste 707.000 mc de gaze zilnic.

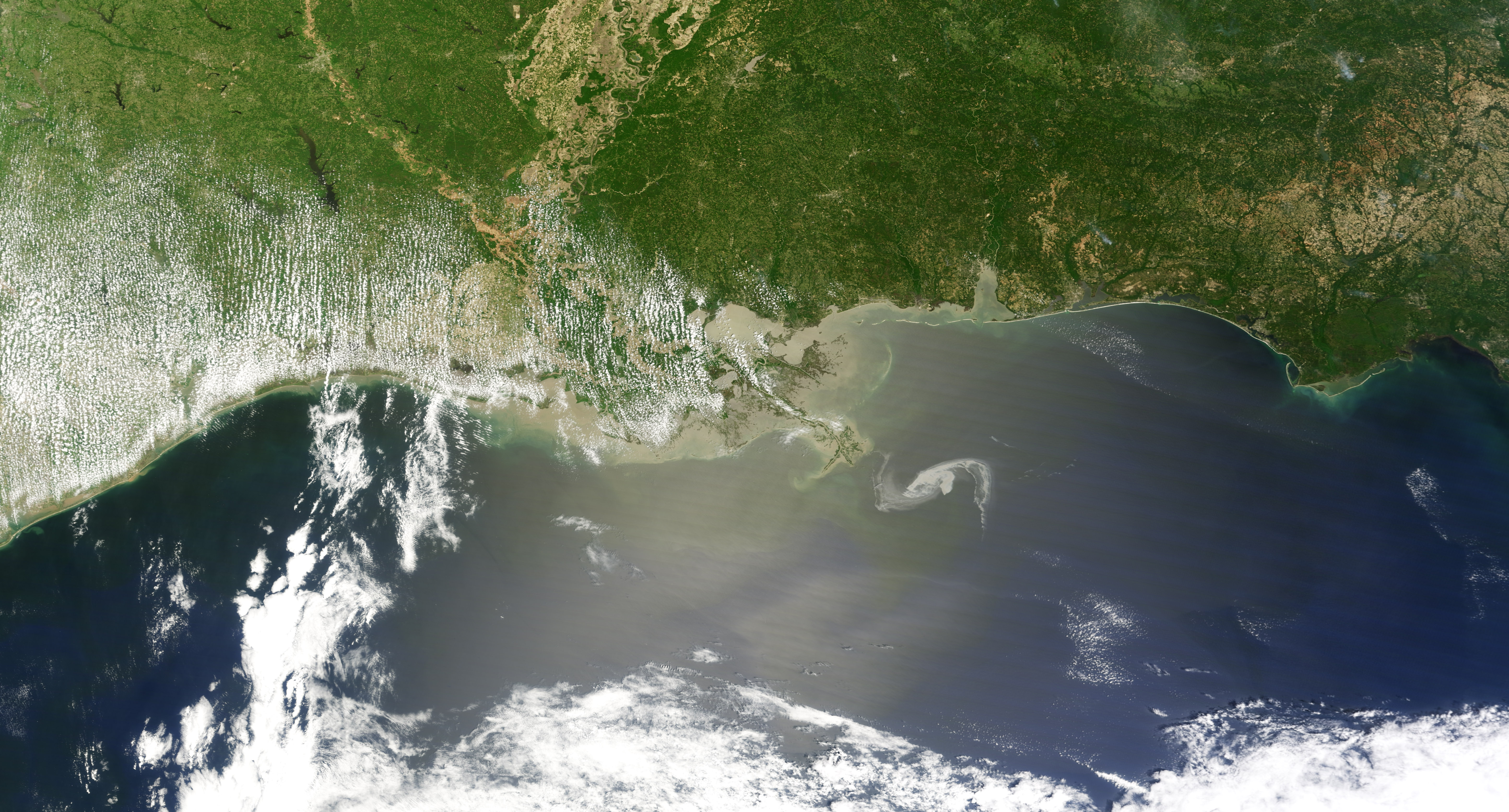
The oil slick just off the Louisiana coast on 30 aprilie 2010. The Deepwater Horizon oil spill is now considered the biggest environmental disaster in U.S. history.

Louisiana a fost primul loc din lume în care s-a forat petrol de pe apă, pe Lacul Caddo situat în colțul de nord-vest al statului. Industria petrolului și a gazelor naturale și industriile subsidiare, de exemplu transportul și rafinarea, au dominat economia Louisianei începând cu anul 1940. Din anul 1950, Louisiana a fost chemată în judecată de mai multe ori de către Departamentul Federal al Afacerilor Interioare, în cadrul eforturilor pe care guvernul federal le-a făcut pentru a dobândi dreptul de proprietate asupra subsolului Louisianei.
Când industria petrolului și a gazelor naturale au cunoscut o creștere remarcabilă în anii '70, același lucru s-a întâmplat și cu economia Louisianei. De asemenea, atunci când a intervenit criza petrolului din anii '80, în mare parte din cauza politicii duse de Rezervele Federale, piața imobiliară din Louisiana, sistemul de economii și de credite, precum și băncile locale au căzut rapid. Economia Louisianei ca și politica sa din ultima jumătate de secol nu pot fi înțelese fără a lua serios în considerare influența industriei petrolului și a gazelor naturale. Începând cu anii '80, sediile centrale ale companiilor care operează în aceste domenii s-au mutat în Houston, dar multe locuri de muncă în legătură cu operarea sau logistica industriei extractive au rămas în Louisiana până și în 2010.

## Legislație și guvern

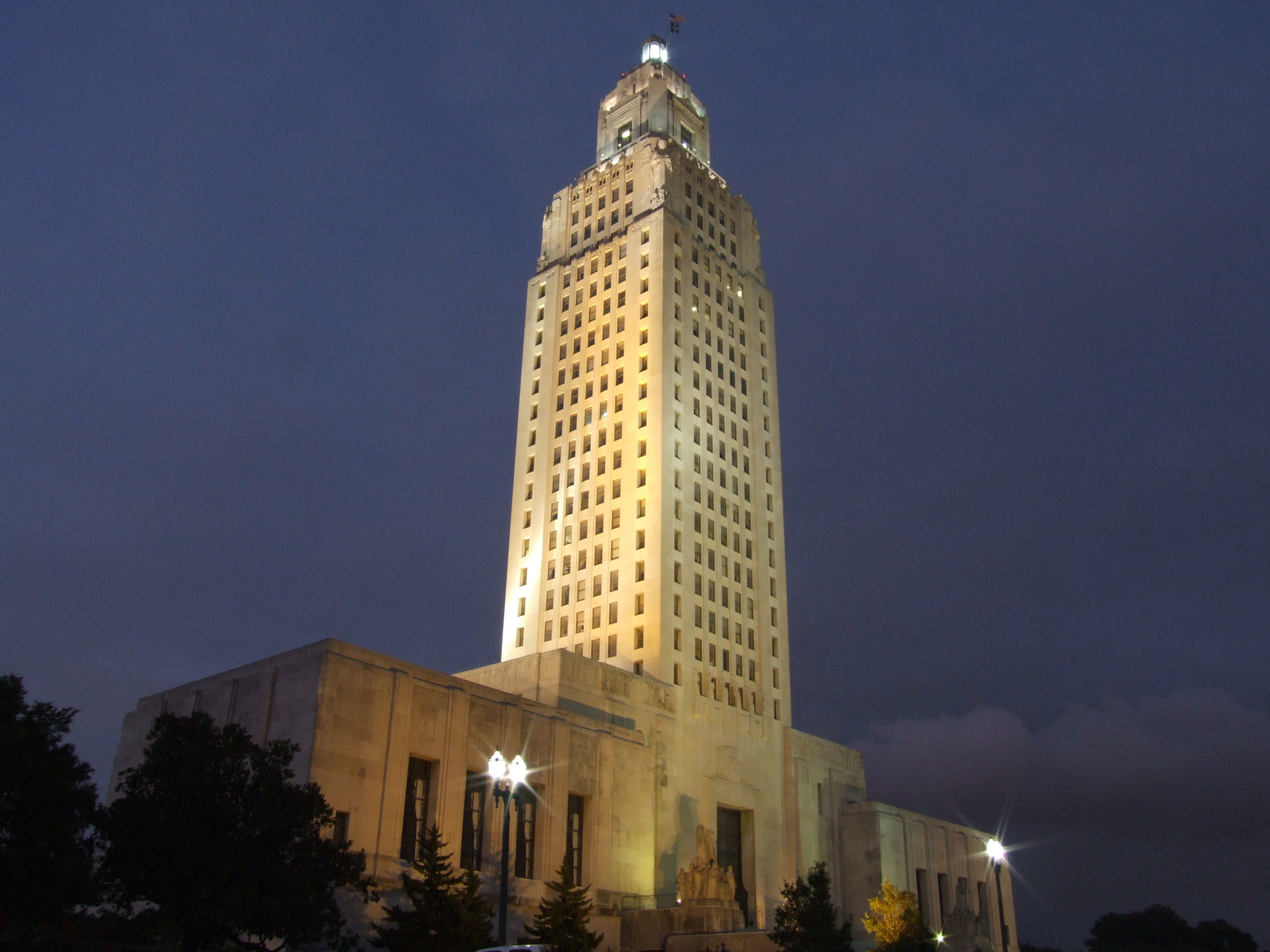
Louisiana State Capitol

În anul 1849, statul Louisiana și-a mutat capitala de la New Orleans la Baton Rouge. Donaldsonville, Oplousas și Shreveport au fost sediul guvernului Louisianei pentru scurte perioade de timp. Parlamentul Lousianei și reședința guvernatorului sunt în Baton Rouge.
Guvernatorul actual al Lousianei este Bobby Jindal, primul amerindian ales guvernator. Senatorii SUA din prezent sunt Mary Landreiu (democrat) și David Vitter (republican). Louisiana are 7 colegii elective și este reprezentată în Camera Reprezentanților de 6 republicani și un democrat. Louisiana are 6 voturi în Colegiul electorilor.

### Codul civil
Structura politică și legală a Louisianei a păstrat câteva elemente din timpul guvernării franceze și spaniole. Unul este folosirea termenului de "parohie" în loc de "county" pentru subdiviziunile administrative. Altul este sistemul legal întemeiat pe coduri de legi după model francez, german, spaniol și, în fond, roman, opus sistemului englez, common law. Common law este "făcut de judecător", adică se bazează pe precedente judiciare, și este sistemul de justiție aplicat de celelalte state din cadrul Statelor Unite. Modelul de sistem de justiție folosit de Lousiana este cel pe care majoritatea țărilor lumii îl aplică, în special țările europene și fostele colonii, cu excepția celor care s-au desprins din fostul imperiu britanic. Totuși, nu este corect să se compare Codul Civil al Louisianei cu Codul lui Napoleon. Deși Codul lui Napoleon a influențat puternic legile Louisianei, nu a intrat niciodată în vigoare în acest stat întrucât a fost adoptat în 1804, după cumpărarea Louisianei care a avut loc în 1803. Deși Codul Civil al Louisianei, adoptat în anul 1808, a fost mereu modificat și completat, este considerat încă o lege fundamentală. Încă există diferențe între regulile de drept aplicabile în Louisiana și regulile de common law din celelalte state. În timp ce unele diferențe au fost atenuate prin influența masivă a tradiției common law,  Arhivat în 24 martie 2009, la Wayback Machine., trebuie subliniat că tradiția "civilistă" este încă adânc înrădăcinată în multe aspecte ale legii civile din Louisiana. Astfel, regulile referitoare la proprietate, contracte, societăți comerciale, procedura civilă, dreptul familiei, ca și unele aspecte ale dreptului penal, se bazează în principal pe dreptul roman tradițional. Codurile de legi, ca de exemplu Codul comercial, care sunt adoptate de multe state, inclusiv Louisiana, se bazează pe sistemul continental, care este deductiv, spre deosebire la common law care este inductiv. În sistemul de drept continental, parlamentul decide a priori asupra principiilor generale care trebuie urmate. Când faptele sunt prezentate judecătorului, el dă hotărârea comparând faptele din dosar cu legea. În sistemul Common law, care nu există în formă pură din cauza apariției legilor, judecătorul aplică alte hotărâri judecătorești la faptele noi care i-au fost prezentate într-un dosar. Rezultatul a fost că judecătorii vechii Anglii nu au fost în nici un fel constrânși de parlament.

### Căsătoria
În anul 1997, Louisiana a fost primul stat care a oferit posibilitatea ca, pe lângă căsătoriile tradiționale, să fie încheiate și "legăminte de căsătorie" Arhivat în 7 martie 2012, la Wayback Machine.. Într-o astfel de căsătorie, soții renunță la dreptul de a divorța după ce au fost separați în fapt timp de 6 luni fără să demonstreze culpa vreunuia dintre ei. Pentru a divorța după încheierea unei astfel de căsătorii, soții trebuie să probeze culpa. Căsătoriile între ascendenți și descendenți și căsătoriile între colateralii până la gradul al IV-lea sunt interzise. Sunt interzise căsătoriile între persoane de același sex. Regimul patrimonial aplicabil soților este acela al comunității de bunuri.

### Alegeri
În perioada 1898-1965, când Louisiana a refuzat să dea drept de vot afro-americanilor și albilor săraci, a fost un stat dominat mai ales de elita albilor democrați. Tuturor albilor li s-a dat drept de vot treptat, dar negrii au fost privați de dreptul de a alege și de a fi aleși până la Mișcarea pentru Drepturi Civile, care a culminat cu adoptarea Legii privind drepturile civile din 1965. Prin multe acte de rezistență, negrii au părăsit segregația, violența și opresiunea din Louisiana pentru a căuta ocazii mai bune în orașele industriale din nord și din vest în timpul marii migrații afro-americane din anii 1910-1970, micșorându-se astfel semnificativ numărul lor din totalul locuitorilor. Începând cu anii 60, când legislația referitoare la drepturile civile a fost adoptată în mandatul președintelui Lyndon Johnson, mulți negri s-au înscris în Partidul Democrat. În aceeași ani, mulți conservatori albi l-au susținut pe candidatul republican în alegerile naționale și locale. David Vitter este primul republican din Louisiana care a fost ales senator al SUA. Ultimul senator republican, John S. Harris, fusese ales, în 1868, de parlamentul statului.
Louisiana este singurul stat din SUA care folosește un sistem pentru alegeri similar cu cel modern francez. Toți candidații, fără să conteze partidul din care provin, candidează în primul tur. Dacă nici unul dintre candidați nu a obținut peste 50%, primii doi clasați trec în turul al doilea care are loc după o lună. Nu are importanță din ce partid provin cei doi candidați care ajung în turul al doilea; ei pot să provină din același partid politic. Au fost ținute și alegeri pentru Congres în acest sistem. Toate celelalte state, cu excepția statului Washington, folosesc un sistem în care, într-o primă fază, sunt aleși candidații în interiorul partidelor, iar ulterior, dintre câștigătorii acestor tururi, într-un alt tur sau în alte două tururi, sunt aleși senatorii, membrii camerei reprezentanților sau alți reprezentanți. 
Louisiana are 6 locuri în Camera Reprezentanților, din care 6 sunt deținute de republicani și unul de un democrat.

### Poliția
Ordinea și siguranța publică sunt în sarcina Poliției Statului Louisiana. Aceasta a început să funcționeze în anul 1922 când a fost creată Comisia Autostrăzilor. În anul 1927, un alt departament, Biroul Investigațiilor Criminale a fost înființat. În 1932, Patrula Statală a Autostrăzilor a fost autorizată să poarte arme.
La 28 iulie 1936, cele două departamente au fost reunite și au format Departamentul Louisiana al Poliției Statale și motto-ul acestuia a fost "amabilitate, loialitate, ajutor". În 1942 acest departament a fost desființat și a devenit o diviziune în cadrul Departamentului Siguranței Publice numit Poliția Statului Louisiana. În 1988 Biroul Investigații Criminale a fost reorganizat. Jurisdicția sa cuprinde tot teritoriul statului și are puterea de a impune respectarea oricăror norme juridice, inclusiv cele adoptate de autoritățile locale de la nivelul orașelor și de la nivelul parohiilor. În fiecare an, ofițerii și subofițerii acestui birou patrulează peste 20 de milioane de kilometri pe șosele și arestează în jur de 10.000 de șoferi vinovați. Poliția statală este, în primul rând, o agenție referitoare la traficul rutier, cu alte departamente care au în vedere siguranța autotractoarelor, combaterea traficului de droguri și supravegherea jocurilor de noroc.
Șeriful fiecărei parohii este ofițerul șef însărcinat cu aplicarea legii în fiecare parohie. Ei sunt administratorii închisorilor locale în care pot fi închiși autorii unor infracțiuni grave sau ai unor delicte. Sunt, de asemenea, colectorii oficiali de taxe în fiecare parohie.
Șerifii sunt responsabili de modul în care este impusă respectarea legii în parohiile lor. New Orleans este singura parohie care are doi șerifi. Toate celelalte parohii din Louisiana au câte un șerif. Parohia Orleans este o excepție, întrucât aici îndatoririle generale de referitoare la siguranța publică sunt în sarcina Departamentului de Poliție din New Orleans. În 2006 a fost adoptată o lege prin care cele două departamente vor fi reunite începând cu 2010.
Cele mai multe parohii sunt conduse de un "Police Jury". "Police Jury" este organul legislativ și executiv al parohiei. Membrii acestuia sunt aleși. Un număr de 18 parohii sunt conduse de un "Home Ruler Charter". Acesta supraveghează bugetul parohiei și administrează serviciile de întreținere a parohiei. Aceste servicii includ întreținerea drumurilor și alte servicii rurale.
Louisiana a avut cea mai mare rată a criminalității (raportată la infracțiuni împotriva vieții) în anul 2008 (11,9 crime la 100.000 de locuitori) dintre toate statele națiunii. Acesta a fost cel de-al 20-lea an în care Louisiana a ocupat această poziție, potrivit Biroului de Statistică Judiciară din cadrul FBI.

## Cultura

### Limbi
Louisiana are o cultură lingvistică unică, datorată moștenirii sale franceze și spaniole. Conform recensământului din 2000, 90.08% din locuitorii Louisianei vorbesc numai limba engleză (99% din populație vorbește engleza) și 4,7% vorbesc franceza în familie. Alte limbi minoritare sunt spaniola care e vorbită de 2,5% din populație, vietnameza - vorbită de 0,6%, și germana - vorbită de 0,2%. Deși legile statului recunosc folosirea englezei și a francezei în anumite circumstanțe, Constituția Statului Louisiana nu a declarat o limbă ca fiind limba oficială a statului. În fapt, limbile curente în administrația statului sunt engleza și franceza.
În Louisiana sunt vorbite câteva dialecte unice ale limbilor franceza, creolă și engleză. Trei dialecte unice ale limbii franceze: franceza cajun, franceza colonială și franceza napoleoniană sunt vorbite aici. Pentru limba creolă, un dialect unic este franceza creolă din Louisiana. Sunt vorbire și două dialecte unice ale limbii engleze: engleza cajun (o varietate de engleză influențată de franceză) și dialectul cunoscut sub denumirea de "Yat" care seamănă cu dialectul din New York, în special cu cel din Brooklyn-ul istoric, întrucât ambele accente au fost influențate de comunitățile de imigranți irlandezi și italieni, doar că dialectul yat a fost influențat și de franceză și spaniolă.

### Religie
The largest denominations by number of adherents in 2000 were the Roman Catholic Church with 1,382,603; Southern Baptist Convention with 868,587; and the United Methodist Church with 160,153.
Like other Southern states, the population of Louisiana is made up of numerous Protestant denominations, comprising 60% of the state's adult population. Protestants are concentrated in the northern and central parts of the state and in the northern tier of the Florida Parishes. Because of French and Spanish heritage, whose descendants are Cajun and French Creole, and later Irish, Italian, and German immigrants, there is also a large Roman Catholic population, particularly in the southern part of the state.
Cele mai mari culte, după numărul de membri, erau, în anul 2000: Biserica Romano-Catolică - 1.382.603, Convenția Baptistă de Sud - 868.587 și Biserica Metodistă Unită - 160.153
Cum francezii au fost primii care au întemeiat așezări aici, primii conducători și plantatori, au fost în mod tradițional bine reprezentați în politică. De exemplu, mulți dintre primii guvernatori au fost francezi catolici. Deși astăzi catolicii nu mai sunt majoritari au continuat să influențeze politica statului. În 2008 ambii senatori și guvernatorul erau catolici. Numărul mare și influența catolicilor face ca Louisiana să fie diferită de statele din sud
Religiile actuale în Louisiana:
- Creștinism: 90%
  - Protestantism: 60%
    - Evanghelism Protestant 31%[52]
    - Historically black Protestant: 20%[52]
    - Mainline Protestant 9%[52]

  - Catolicism: 28%[52]
  - Alți creștini: 2%
    - Martorii lui Iehova: 1% [52]
- Alte religii: 2%
  - Islam: 1%[52]
  - Buddhism: 1% [52]
  - Iudaism: mai puțin de 0.5%[52]
- fără religie: 8%

Comunitățile evreiești s-au format și există în orașele mari ale statului, mai ales în Baton Rouge și New Orleans. Cea mai importantă dintre acestea este comunitatea evreiască din zona New Orleans, cu o populație, înainte de uraganul Katrina, de 12.000 de oameni.